# فهرست جایزه‌ها و نامزدی‌های کریستوفر نولان
فیلم‌ساز بریتانیایی-آمریکایی، کریستوفر نولان، جوایز و افتخارات متعددی کسب کرده‌است. او نامزد هشت جایزهٔ اسکار (برندهٔ دو جایزه)، هشت جایزهٔ بفتا (برندهٔ دو جایزه) و شش جایزهٔ گلدن گلوب (برندهٔ یک جایزه) بوده‌است. او در سال ۲۰۱۹ بابت خدماتش به صنعت سینما، به نشان افتخاری فرماندهٔ والا مقام امپراتوری بریتانیا دست یافت.

## جایزه‌ها و نامزدی‌ها
| جایزه                                     | سال                         | دسته‌بندی                                                          | اثر                    | نتیجه    | منا.           |
| ----------------------------------------- | --------------------------- | ----------------------------------------------------------------- | ---------------------- | -------- | -------------- |
| جوایز اکتا                                | ۲۰۱۷                        | بهترین فیلم                                                       | دانکرک                 | نامزدشده | [ ۲ ]          |
| جوایز اکتا                                | ۲۰۱۷                        | بهترین کارگردانی                                                  | دانکرک                 | برنده    | [ ۲ ]          |
| جوایز اکتا                                | ۲۰۱۷                        | بهترین فیلم‌نامه                                                   | دانکرک                 | نامزدشده | [ ۲ ]          |
| انجمن بازنشستگان آمریکا                   | ۲۰۱۸                        | بهترین کپسول زمان                                                 | دانکرک                 | برنده    | [ ۳ ]          |
| انجمن بازنشستگان آمریکا                   | ۲۰۱۸                        | نظرسنجی انتخاب خوانندگان                                          | دانکرک                 | نامزدشده | [ ۳ ]          |
| جوایز اسکار                               | ۲۰۰۲                        | بهترین فیلم‌نامه غیراقتباسی                                        | یادگاری                | نامزدشده | [ ۴ ]          |
| جوایز اسکار                               | ۲۰۱۱                        | بهترین فیلم                                                       | تلقین                  | نامزدشده | [ ۵ ]          |
| جوایز اسکار                               | ۲۰۱۱                        | بهترین فیلم‌نامه غیراقتباسی                                        | تلقین                  | نامزدشده | [ ۵ ]          |
| جوایز اسکار                               | ۲۰۱۴                        | بهترین جلوه‌های تصویری                                             | میان‌ستاره‌ای            | برنده    | [ ۶ ]          |
| جوایز اسکار                               | ۲۰۱۸                        | بهترین فیلم                                                       | دانکرک                 | نامزدشده | [ ۷ ]          |
| جوایز اسکار                               | ۲۰۱۸                        | بهترین کارگردانی                                                  | دانکرک                 | نامزدشده | [ ۷ ]          |
| جوایز اسکار                               | ۲۰۲۴                        | بهترین کارگردانی                                                  | اوپنهایمر              | برنده    | [ ۸ ]          |
| جوایز اسکار                               | ۲۰۲۴                        | بهترین فیلم                                                       | اوپنهایمر              | برنده    | [ ۸ ]          |
| جوایز اسکار                               | ۲۰۲۴                        | بهترین فیلم‌نامه اقتباسی                                           | اوپنهایمر              | نامزدشده | [ ۸ ]          |
| اتحادیه زنان روزنامه‌نگار سینمایی          | ۲۰۱۰                        | بهترین فیلم                                                       | تلقین                  | نامزدشده | [ ۹ ]          |
| اتحادیه زنان روزنامه‌نگار سینمایی          | ۲۰۱۰                        | بهترین کارگردان                                                   | تلقین                  | نامزدشده | [ ۹ ]          |
| اتحادیه زنان روزنامه‌نگار سینمایی          | ۲۰۱۰                        | بهترین فیلم‌نامهٔ غیراقتباسی                                        | تلقین                  | نامزدشده | [ ۹ ]          |
| اتحادیه زنان روزنامه‌نگار سینمایی          | ۲۰۱۷                        | بهترین کارگردان                                                   | دانکرک                 | نامزدشده | [ ۱۰ ]         |
| اتحادیه زنان روزنامه‌نگار سینمایی          | ۲۰۲۰                        | بهترین فیلم                                                       | تنت                    | برنده    | [ ۱۱ ]         |
| انجمن منتقدان فیلم آفریقایی-آمریکایی      | ۲۰۰۵                        | بهترین فیلم                                                       | بتمن آغاز می‌کند        | نامزدشده | [ ۱۲ ]         |
| انجمن منتقدان فیلم آفریقایی-آمریکایی      | ۲۰۰۸                        | بهترین فیلم                                                       | شوالیه تاریکی          | برنده    | [ ۱۳ ]         |
| انجمن منتقدان فیلم آفریقایی-آمریکایی      | ۲۰۱۰                        | بهترین فیلم                                                       | تلقین                  | نامزدشده | [ ۱۴ ]         |
| انجمن منتقدان فیلم آفریقایی-آمریکایی      | ۲۰۱۰                        | بهترین کارگردان                                                   | تلقین                  | برنده    | [ ۱۴ ]         |
| جایزه آماندا                              | ۲۰۱۱                        | بهترین فیلم بلند خارجی                                            | تلقین                  | نامزدشده | [ ۱۵ ]         |
| جایزه آماندا                              | ۲۰۱۵                        | بهترین فیلم بلند خارجی                                            | میان‌ستاره‌ای            | نامزدشده | [ ۱۶ ]         |
| سردبیران سینمای آمریکا                    | ۲۰۱۱                        | جایزهٔ فیلم‌ساز سال                                                 | —                      | برنده    | [ ۱۷ ]         |
| انستیتوی فیلم آمریکا                      |                             |                                                                   |                        |          |                |
| ۲۰۰۱                                      | فیلم‌نامه‌نویس سال            | یادگاری                                                           | برنده                  | [ ۱۸ ]   |                |
| ۲۰۰۸                                      | فیلم سال                    | شوالیه تاریکی                                                     | برنده                  | [ ۱۹ ]   |                |
| ۲۰۱۰                                      | فیلم سال                    | تلقین                                                             | برنده                  | [ ۲۰ ]   |                |
| ۲۰۱۲                                      | فیلم سال                    | شوالیه تاریکی برمی‌خیزد                                            | برنده                  | [ ۲۱ ]   |                |
| ۲۰۱۴                                      | فیلم سال                    | میان‌ستاره‌ای                                                       | برنده                  | [ ۲۲ ]   |                |
| ۲۰۱۷                                      | فیلم سال                    | دانکرک                                                            | برنده                  | [ ۲۳ ]   |                |
| انجمن فیلم‌نامه‌نویسان آمریکا               | ۲۰۰۲                        | جایزه فیلمنامه‌نویسی کشف‌شده                                        | یادگاری                | نامزدشده | [ ۲۴ ]         |
| انجمن فیلم‌برداران آمریکا                  | ۲۰۰۹                        | جایزه هیئت مدیره                                                  | —                      | برنده    | [ ۲۵ ]         |
| انجمن صنفی مدیران هنری                    | ۲۰۱۵                        | جایزه کمک به تصویرسازی سینمایی                                    | —                      | برنده    | [ ۲۶ ]         |
| حلقه منتقدان فیلم آتلانتا                 | ۲۰۱۷                        | بهترین فیلم                                                       | دانکرک                 | نامزدشده | [ ۲۷ ]         |
| حلقه منتقدان فیلم آتلانتا                 | ۲۰۱۷                        | بهترین کارگردان                                                   | دانکرک                 | برنده    | [ ۲۷ ]         |
| انجمن منتقدان فیلم آستین                  | ۲۰۰۶                        | بهترین فیلم                                                       | پرستیژ                 | نامزدشده | [ ۲۸ ]         |
| انجمن منتقدان فیلم آستین                  | ۲۰۰۸                        | بهترین فیلم                                                       | شوالیه تاریکی          | نامزدشده | [ ۲۹ ]         |
| انجمن منتقدان فیلم آستین                  | ۲۰۰۸                        | بهترین کارگردان                                                   | شوالیه تاریکی          | برنده    | [ ۲۹ ]         |
| انجمن منتقدان فیلم آستین                  | ۲۰۰۸                        | بهترین فیلم‌نامهٔ اقتباسی                                           | شوالیه تاریکی          | برنده    | [ ۲۹ ]         |
| انجمن منتقدان فیلم آستین                  | ۲۰۰۹                        | بهترین فیلم دهه                                                   | یادگاری                | نامزدشده | [ ۳۰ ]         |
| انجمن منتقدان فیلم آستین                  | ۲۰۰۹                        | بهترین فیلم دهه                                                   | شوالیه تاریکی          | نامزدشده | [ ۲۹ ]         |
| انجمن منتقدان فیلم آستین                  | ۲۰۱۰                        | بهترین فیلم                                                       | تلقین                  | نامزدشده | [ ۳۱ ]         |
| انجمن منتقدان فیلم آستین                  | ۲۰۱۷                        | بهترین فیلم                                                       | دانکرک                 | نامزدشده | [ ۳۲ ]         |
| انجمن منتقدان فیلم آستین                  | ۲۰۱۷                        | بهترین کارگردان                                                   | دانکرک                 | نامزدشده | [ ۳۲ ]         |
| جوایز انجمن اتحادیهٔ جوایزی                |                             |                                                                   |                        |          |                |
| ۲۰۰۱                                      | بهترین کارگردان             | یادگاری                                                           | نامزدشده               | [ ۳۳ ]   |                |
| ۲۰۰۱                                      | بهترین فیلم‌نامهٔ غیراقتباسی  | یادگاری                                                           | برنده                  | [ ۳۳ ]   |                |
| ۲۰۰۶                                      | بهترین فیلم‌نامهٔ اقتباسی     | پرستیژ                                                            | نامزدشده               | [ ۳۳ ]   |                |
| ۲۰۰۸                                      | بهترین تصویر متحرک          | شوالیه تاریکی                                                     | برنده                  | [ ۳۳ ]   |                |
| ۲۰۰۸                                      | بهترین کارگردان             | شوالیه تاریکی                                                     | برنده                  | [ ۳۳ ]   |                |
| ۲۰۰۸                                      | بهترین فیلم‌نامهٔ اقتباسی     | شوالیه تاریکی                                                     | برنده                  | [ ۳۳ ]   |                |
| ۲۰۱۱                                      | بهترین تصویر متحرک          | تلقین                                                             | نامزدشده               | [ ۳۳ ]   |                |
| ۲۰۱۱                                      | بهترین دستاورد در کارگردانی | تلقین                                                             | نامزدشده               | [ ۳۳ ]   |                |
| ۲۰۱۱                                      | بهترین فیلم‌نامهٔ غیراقتباسی  | تلقین                                                             | برنده                  | [ ۳۳ ]   |                |
| ۲۰۱۴                                      | بهترین تصویر متحرک          | میان‌ستاره‌ای                                                       | نامزدشده               | [ ۳۳ ]   |                |
| ۲۰۱۴                                      | بهترین فیلم‌نامهٔ غیراقتباسی  | میان‌ستاره‌ای                                                       | نامزدشده               | [ ۳۳ ]   |                |
| ۲۰۱۷                                      | بهترین تصویر متحرک          | دانکرک                                                            | نامزدشده               | [ ۳۳ ]   |                |
| ۲۰۱۷                                      | بهترین کارگردان             | دانکرک                                                            | نامزدشده               | [ ۳۳ ]   |                |
| جوایز فیلم بفتا                           | ۲۰۱۰                        | بهترین فیلم                                                       | تلقین                  | نامزدشده | [ ۳۴ ]         |
| جوایز فیلم بفتا                           | ۲۰۱۰                        | بهترین کارگردانی                                                  | تلقین                  | نامزدشده | [ ۳۵ ]         |
| جوایز فیلم بفتا                           | ۲۰۱۰                        | بهترین فیلم‌نامه اصلی                                              | تلقین                  | نامزدشده | [ ۳۶ ]         |
| جوایز فیلم بفتا                           | ۲۰۱۷                        | بهترین فیلم                                                       | دانکرک                 | نامزدشده | [ ۳۷ ]         |
| جوایز فیلم بفتا                           | ۲۰۱۷                        | بهترین کارگردانی                                                  | دانکرک                 | نامزدشده | [ ۳۷ ]         |
| جوایز فیلم بفتا                           | ۲۰۲۳                        | بهترین فیلم                                                       | اوپنهایمر              | برنده    | [ ۳۸ ]         |
| جوایز فیلم بفتا                           | ۲۰۲۳                        | بهترین کارگردانی                                                  | اوپنهایمر              | برنده    | [ ۳۸ ]         |
| جوایز فیلم بفتا                           | ۲۰۲۳                        | بهترین فیلم‌نامه اقتباسی                                           | اوپنهایمر              | نامزدشده | [ ۳۸ ]         |
| جوایز بریتانیا                            | ۲۰۱۰                        | برتری هنری در کارگردانی                                           | —                      | برنده    | [ ۳۹ ]         |
| جایزه روبان آبی                           | ۲۰۰۹                        | بهترین فیلم خارجی                                                 | شوالیه تاریکی          | برنده    | [ ۴۰ ]         |
| جایزه روبان آبی                           | ۲۰۱۸                        | بهترین فیلم خارجی                                                 | دانکرک                 | نامزدشده | [ ۴۱ ]         |
| جایزه برام استوکر                         | ۲۰۰۲                        | بهترین فیلم‌نامه                                                   | یادگاری                | برنده    | [ ۴۲ ]         |
| جوایز فیلم ایندیپندنت بریتانیا            | ۲۰۰۱                        | بهترین فیلم مستقل خارجی – انگلیسی‌زبان                             | یادگاری                | نامزدشده | [ ۴۳ ]         |
| جوایز بودیل                               | ۲۰۰۹                        | بهترین فیلم آمریکایی                                              | شوالیه تاریکی          | نامزدشده | [ ۴۴ ]         |
| جوایز بودیل                               | ۲۰۱۱                        | بهترین فیلم آمریکایی                                              | تلقین                  | نامزدشده | [ ۴۵ ]         |
| جوایز بودیل                               | ۲۰۱۸                        | بهترین فیلم آمریکایی                                              | دانکرک                 | نامزدشده | [ ۴۶ ]         |
| انجمن منتقدان فیلم بوستون                 | ۲۰۰۱                        | بهترین فیلم‌نامه                                                   | یادگاری                | برنده    | [ ۴۷ ]         |
| انجمن منتقدان فیلم آنلاین بوستون          | ۲۰۱۷                        | بهترین فیلم                                                       | دانکرک                 | نامزدشده | [ ۴۸ ]         |
| انجمن منتقدان پخش فیلم                    | ۲۰۰۱                        | بهترین فیلم‌نامه غیر اقتباسی                                       | یادگاری                | برنده    | [ ۴۹ ]         |
| انجمن منتقدان پخش فیلم                    | ۲۰۰۱                        | بهترین فیلم                                                       | یادگاری                | نامزدشده | [ ۴۹ ]         |
| انجمن منتقدان پخش فیلم                    | ۲۰۰۸                        | بهترین کارگردانی                                                  | شوالیه تاریکی          | نامزدشده | [ ۵۰ ]         |
| انجمن منتقدان پخش فیلم                    | ۲۰۰۸                        | بهترین فیلم اکشن                                                  | شوالیه تاریکی          | برنده    | [ ۵۰ ]         |
| انجمن منتقدان پخش فیلم                    | ۲۰۰۸                        | بهترین فیلم                                                       | شوالیه تاریکی          | نامزدشده | [ ۵۰ ]         |
| انجمن منتقدان پخش فیلم                    | ۲۰۱۰                        | بهترین کارگردانی                                                  | تلقین                  | نامزدشده | [ ۵۱ ]         |
| انجمن منتقدان پخش فیلم                    | ۲۰۱۰                        | بهترین فیلم‌نامه غیر اقتباسی                                       | تلقین                  | نامزدشده | [ ۵۱ ]         |
| انجمن منتقدان پخش فیلم                    | ۲۰۱۰                        | بهترین فیلم اکشن                                                  | تلقین                  | برنده    | [ ۵۱ ]         |
| انجمن منتقدان پخش فیلم                    | ۲۰۱۰                        | بهترین فیلم                                                       | تلقین                  | نامزدشده | [ ۵۱ ]         |
| انجمن منتقدان پخش فیلم                    | ۲۰۱۲                        | بهترین فیلم اکشن                                                  | شوالیه تاریکی برمی‌خیزد | نامزدشده | [ ۵۲ ]         |
| انجمن منتقدان پخش فیلم                    | ۲۰۱۴                        | بهترین فیلم علمی تخیلی/ترسناک                                     | میان‌ستاره‌ای            | برنده    | [ ۵۳ ]         |
| انجمن منتقدان پخش فیلم                    | ۲۰۱۷                        | بهترین کارگردانی                                                  | دانکرک                 | نامزدشده | [ ۵۴ ]         |
| انجمن منتقدان پخش فیلم                    | ۲۰۱۷                        | بهترین فیلم                                                       | دانکرک                 | نامزدشده | [ ۵۴ ]         |
| جشنواره فیلم بین‌المللی کاپری هالیوود      | ۲۰۱۷                        | بهترین کارگردان                                                   | دانکرک                 | برنده    | [ ۵۵ ]         |
| انجمن منتقدان فیلم مرکزی اوهایو           | ۲۰۰۵                        | بهترین فیلم                                                       | بتمن آغاز می‌کند        | نامزدشده | [ ۵۶ ]         |
| انجمن منتقدان فیلم مرکزی اوهایو           | ۲۰۰۸                        | بهترین فیلم                                                       | شوالیه تاریکی          | نامزدشده | [ ۵۷ ]         |
| انجمن منتقدان فیلم مرکزی اوهایو           | ۲۰۱۰                        | بهترین فیلم                                                       | تلقین                  | برنده    | [ ۵۸ ]         |
| انجمن منتقدان فیلم مرکزی اوهایو           | ۲۰۱۰                        | بهترین کارگردان                                                   | تلقین                  | برنده    | [ ۵۸ ]         |
| انجمن منتقدان فیلم مرکزی اوهایو           | ۲۰۱۰                        | بهترین فیلم‌نامهٔ غیراقتباسی                                        | تلقین                  | برنده    | [ ۵۸ ]         |
| انجمن منتقدان فیلم مرکزی اوهایو           | ۲۰۱۷                        | بهترین فیلم                                                       | دانکرک                 | نامزدشده | [ ۵۹ ]         |
| انجمن منتقدان فیلم مرکزی اوهایو           | ۲۰۱۷                        | بهترین کارگردان                                                   | دانکرک                 | نامزدشده | [ ۵۹ ]         |
| انجمن منتقدان فیلم شیکاگو                 | ۲۰۰۱                        | بهترین فیلم‌نامه                                                   | یادگاری                | برنده    | [ ۶۰ ]         |
| انجمن منتقدان فیلم شیکاگو                 | ۲۰۰۱                        | امیدبخش‌ترین کارگردان                                              | یادگاری                | نامزدشده | [ ۶۰ ]         |
| انجمن منتقدان فیلم شیکاگو                 | ۲۰۰۸                        | بهترین فیلم                                                       | شوالیه تاریکی          | نامزدشده | [ ۶۱ ]         |
| انجمن منتقدان فیلم شیکاگو                 | ۲۰۰۸                        | بهترین کارگردان                                                   | شوالیه تاریکی          | نامزدشده | [ ۶۱ ]         |
| انجمن منتقدان فیلم شیکاگو                 | ۲۰۰۸                        | بهترین فیلمنامه اقتباسی                                           | شوالیه تاریکی          | نامزدشده | [ ۶۱ ]         |
| انجمن منتقدان فیلم شیکاگو                 | ۲۰۱۰                        | بهترین فیلم                                                       | تلقین                  | نامزدشده | [ ۶۲ ]         |
| انجمن منتقدان فیلم شیکاگو                 | ۲۰۱۰                        | بهترین کارگردان                                                   | تلقین                  | نامزدشده | [ ۶۲ ]         |
| انجمن منتقدان فیلم شیکاگو                 | ۲۰۱۰                        | بهترین فیلم‌نامهٔ غیراقتباسی                                        | تلقین                  | برنده    | [ ۶۲ ]         |
| انجمن منتقدان فیلم شیکاگو                 | ۲۰۱۷                        | بهترین فیلم                                                       | دانکرک                 | نامزدشده | [ ۶۳ ]         |
| انجمن منتقدان فیلم شیکاگو                 | ۲۰۱۷                        | بهترین کارگردان                                                   | دانکرک                 | برنده    | [ ۶۳ ]         |
| منتقدان مستقل شیکاگو                      | ۲۰۱۷                        | بهترین فیلم استودیویی                                             | دانکرک                 | نامزدشده | [ ۶۴ ]         |
| منتقدان مستقل شیکاگو                      | ۲۰۱۷                        | بهترین کارگردان                                                   | دانکرک                 | نامزدشده | [ ۶۴ ]         |
| جشنواره بین‌المللی فیلم شیکاگو             | ۲۰۰۸                        | جایزه دستاورد شغلی                                                | —                      | برنده    | [ ۶۵ ]         |
| جشنواره فیلم چینی آمریکایی                | ۲۰۲۰                        | جایزه فرشته طلایی                                                 | تنت                    | برنده    | [ ۶۶ ]         |
| جوایز کلترودیس                            | ۲۰۰۲                        | بهترین کارگردان                                                   | یادگاری                | برنده    | [ ۶۷ ]         |
| جوایز کلترودیس                            | ۲۰۰۲                        | بهترین فیلم                                                       | یادگاری                | نامزدشده | [ ۶۷ ]         |
| جوایز کلترودیس                            | ۲۰۰۲                        | بهترین فیلم‌نامهٔ اقتباسی                                           | یادگاری                | نامزدشده | [ ۶۷ ]         |
| جوایز وبلاگ‌نویسان سینما                   | ۲۰۱۵                        | بهترین کارگردان – مسابقه بین‌المللی                                | میان‌ستاره‌ای            | نامزدشده | [ ۶۸ ]         |
| جوایز وبلاگ‌نویسان سینما                   | ۲۰۱۵                        | بهترین فیلم‌نامه – مسابقه بین‌المللی                                | میان‌ستاره‌ای            | نامزدشده | [ ۶۸ ]         |
| جایزه بزرگ سینمای برزیل                   | ۲۰۱۱                        | بهترین فیلم خارجی‌زبان (Melhor Filme Estrangeiro)                  | تلقین                  | نامزدشده | [ ۶۹ ]         |
| جوایز حلقه نویسندگان سینما                | ۲۰۰۹                        | بهترین فیلم خارجی (Mejor Película Extranjera)                     | شوالیه تاریکی          | نامزدشده | [ ۷۰ ]         |
| جوایز حلقه نویسندگان سینما                | ۲۰۱۱                        | بهترین فیلم خارجی (Mejor Película Extranjera)                     | تلقین                  | نامزدشده | [ ۷۰ ]         |
| جوایز حلقه نویسندگان سینما                | ۲۰۱۵                        | بهترین فیلم خارجی (Mejor Película Extranjera)                     | میان‌ستاره‌ای            | نامزدشده | [ ۷۰ ]         |
| جوایز حلقه نویسندگان سینما                | ۲۰۱۸                        | بهترین فیلم خارجی (Mejor Película Extranjera)                     | دانکرک                 | نامزدشده | [ ۷۰ ]         |
| جوایز CinEuphoria                         | ۲۰۱۱                        | بهترین فیلم – جایزه مخاطب                                         | تلقین                  | برنده    | [ ۷۱ ]         |
| جوایز CinEuphoria                         | ۲۰۱۱                        | ده تای برتر سال – جایزه مخاطب                                     | تلقین                  | برنده    | [ ۷۱ ]         |
| جوایز CinEuphoria                         | ۲۰۱۱                        | بهترین فیلم‌نامه – مسابقه بین‌المللی                                | تلقین                  | برنده    | [ ۷۱ ]         |
| جوایز CinEuphoria                         | ۲۰۱۳                        | ده تای برتر سال – جایزه مخاطب                                     | شوالیه تاریکی برمی‌خیزد | برنده    | [ ۷۱ ]         |
| شیر چک                                    | ۲۰۱۰                        | بهترین فیلم خارجی‌زبان (Nejlepsí zahranicní film)                  | تلقین                  | برنده    | [ ۷۲ ]         |
| جوایز سزار                                | ۲۰۱۱                        | بهترین فیلم خارجی                                                 | تلقین                  | نامزدشده | [ ۷۳ ]         |
| جوایز سزار                                | ۲۰۱۸                        | بهترین فیلم خارجی                                                 | دانکرک                 | نامزدشده | [ ۷۴ ]         |
| انجمن منتقدان فیلم دالاس‌فورت وورث         | ۲۰۰۱                        | جایزه راسل اسمیت                                                  | یادگاری                | برنده    | [ ۷۵ ]         |
| انجمن منتقدان فیلم دالاس‌فورت وورث         | ۲۰۰۱                        | بهترین فیلم                                                       | یادگاری                | نامزدشده | [ ۷۵ ]         |
| انجمن منتقدان فیلم دالاس‌فورت وورث         | ۲۰۰۸                        | بهترین فیلم                                                       | شوالیه تاریکی          | نامزدشده | [ ۷۶ ]         |
| انجمن منتقدان فیلم دالاس‌فورت وورث         | ۲۰۰۸                        | بهترین کارگردان                                                   | شوالیه تاریکی          | نامزدشده | [ ۷۶ ]         |
| انجمن منتقدان فیلم دالاس‌فورت وورث         | ۲۰۱۰                        | بهترین فیلم                                                       | تلقین                  | نامزدشده | [ ۷۷ ]         |
| انجمن منتقدان فیلم دالاس‌فورت وورث         | ۲۰۱۰                        | بهترین کارگردان                                                   | تلقین                  | نامزدشده | [ ۷۷ ]         |
| انجمن منتقدان فیلم دالاس‌فورت وورث         | ۲۰۱۰                        | بهترین فیلم‌نامه                                                   | تلقین                  | نامزدشده | [ ۷۷ ]         |
| انجمن منتقدان فیلم دالاس‌فورت وورث         | ۲۰۱۷                        | بهترین فیلم                                                       | دانکرک                 | نامزدشده | [ ۷۸ ]         |
| انجمن منتقدان فیلم دالاس‌فورت وورث         | ۲۰۱۷                        | بهترین کارگردان                                                   | دانکرک                 | نامزدشده | [ ۷۸ ]         |
| دیوید دی دوناتلو                          | ۲۰۱۱                        | بهترین فیلم خارجی                                                 | تلقین                  | نامزدشده | [ ۷۹ ]         |
| دیوید دی دوناتلو                          | ۲۰۱۸                        | بهترین فیلم خارجی                                                 | دانکرک                 | برنده    | [ ۸۰ ]         |
| جوایز دوریان                              | ۲۰۱۴                        | فیلم بصری قابل توجه سال                                           | میان‌ستاره‌ای            | نامزدشده | [ ۸۱ ]         |
| جوایز دوریان                              | ۲۰۱۷                        | کارگردان سال                                                      | دانکرک                 | نامزدشده | [ ۸۲ ]         |
| جوایز دوریان                              | ۲۰۱۷                        | فیلم بصری قابل توجه سال                                           | دانکرک                 | نامزدشده | [ ۸۲ ]         |
| انجمن منتقدان فیلم دنور                   | ۲۰۱۰                        | بهترین کارگردان                                                   | تلقین                  | نامزدشده | [ ۸۳ ]         |
| انجمن منتقدان فیلم دنور                   | ۲۰۱۰                        | بهترین فیلم‌نامهٔ غیراقتباسی                                        | تلقین                  | برنده    | [ ۸۳ ]         |
| انجمن منتقدان فیلم دنور                   | ۲۰۱۴                        | بهترین فیلم علمی تخیلی/ترسناک                                     | میان‌ستاره‌ای            | نامزدشده | [ ۸۴ ]         |
| انجمن منتقدان فیلم دنور                   | ۲۰۱۴                        | بهترین کارگردان                                                   | میان‌ستاره‌ای            | نامزدشده | [ ۸۴ ]         |
| انجمن منتقدان فیلم دنور                   | ۲۰۱۷                        | بهترین فیلم                                                       | دانکرک                 | نامزدشده | [ ۸۵ ]         |
| انجمن منتقدان فیلم دنور                   | ۲۰۱۷                        | بهترین کارگردان                                                   | دانکرک                 | برنده    | [ ۸۵ ]         |
| انجمن منتقدان فیلم دنور                   | ۲۰۲۱                        | بهترین فیلم علمی تخیلی/ترسناک                                     | تنت                    | نامزدشده |                |
| جامعه منتقدان فیلم دیترویت                | ۲۰۰۸                        | بهترین فیلم                                                       | شوالیه تاریکی          | نامزدشده | [ ۸۶ ]         |
| جامعه منتقدان فیلم دیترویت                | ۲۰۰۸                        | بهترین کارگردان                                                   | شوالیه تاریکی          | نامزدشده | [ ۸۶ ]         |
| جامعه منتقدان فیلم دیترویت                | ۲۰۱۰                        | بهترین فیلم                                                       | تلقین                  | نامزدشده | [ ۸۷ ]         |
| جامعه منتقدان فیلم دیترویت                | ۲۰۱۰                        | بهترین کارگردان                                                   | تلقین                  | نامزدشده | [ ۸۷ ]         |
| جامعه منتقدان فیلم دیترویت                | ۲۰۱۷                        | بهترین کارگردان                                                   | دانکرک                 | نامزدشده | [ ۸۸ ]         |
| جشنواره فیلم آمریکایی دوویل               | ۲۰۰۰                        | جایزه بزرگ هیئت داوران                                            | یادگاری                | نامزدشده | [ ۸۹ ]         |
| جشنواره فیلم آمریکایی دوویل               | ۲۰۰۰                        | جایزه CinéLive                                                    | یادگاری                | برنده    | [ ۸۹ ]         |
| جشنواره فیلم آمریکایی دوویل               | ۲۰۰۰                        | جایزه منتقدان                                                     | یادگاری                | برنده    | [ ۸۹ ]         |
| جشنواره فیلم آمریکایی دوویل               | ۲۰۰۰                        | جایزه ویژه هیئت داوران                                            | یادگاری                | برنده    | [ ۸۹ ]         |
| جشنواره فیلم دینارد بریتانیا              | ۱۹۹۹                        | هیچکاک طلایی                                                      | تعقیب                  | نامزدشده | [ ۹۰ ]         |
| جشنواره فیلم دینارد بریتانیا              | ۱۹۹۹                        | هیچکاک نقره ای                                                    | تعقیب                  | برنده    | [ ۹۰ ]         |
| جایزه انجمن کارگردانان آمریکا             | ۲۰۰۱                        | دستاورد کارگردانی برجسته در تصاویر متحرک                          | یادگاری                | نامزدشده | [ ۹۱ ]         |
| جایزه انجمن کارگردانان آمریکا             | ۲۰۰۸                        | دستاورد کارگردانی برجسته در تصاویر متحرک                          | شوالیه تاریکی          | نامزدشده | [ ۹۲ ]         |
| جایزه انجمن کارگردانان آمریکا             | ۲۰۱۰                        | دستاورد کارگردانی برجسته در تصاویر متحرک                          | تلقین                  | نامزدشده | [ ۹۳ ]         |
| جایزه انجمن کارگردانان آمریکا             | ۲۰۱۷                        | دستاورد کارگردانی برجسته در تصاویر متحرک                          | دانکرک                 | نامزدشده | [ ۹۴ ]         |
| حلقه منتقدان فیلم دوبلین                  | ۲۰۰۸                        | بهترین فیلم                                                       | شوالیه تاریکی          | نامزدشده | [ ۹۵ ]         |
| حلقه منتقدان فیلم دوبلین                  | ۲۰۰۸                        | بهترین کارگردان                                                   | شوالیه تاریکی          | نامزدشده | [ ۹۵ ]         |
| حلقه منتقدان فیلم دوبلین                  | ۲۰۱۰                        | بهترین فیلم                                                       | تلقین                  | نامزدشده | [ ۹۶ ]         |
| حلقه منتقدان فیلم دوبلین                  | ۲۰۱۰                        | بهترین کارگردان                                                   | تلقین                  | نامزدشده | [ ۹۶ ]         |
| حلقه منتقدان فیلم دوبلین                  | ۲۰۱۷                        | بهترین فیلم                                                       | دانکرک                 | برنده    | [ ۹۷ ]         |
| حلقه منتقدان فیلم دوبلین                  | ۲۰۱۷                        | بهترین کارگردان                                                   | دانکرک                 | برنده    | [ ۹۷ ]         |
| حلقه منتقدان فیلم دوبلین                  | ۲۰۱۷                        | بهترین فیلم‌نامه                                                   | دانکرک                 | نامزدشده | [ ۹۷ ]         |
| جایزه ادگار                               | ۲۰۰۲                        | بهترین تصویر متحرک                                                | یادگاری                | برنده    | [ ۹۸ ]         |
| جوایز امپایر                              | ۲۰۰۱                        | بهترین کارگردان                                                   | یادگاری                | نامزدشده | [ ۹۹ ]         |
| جوایز امپایر                              | ۲۰۰۶                        | بهترین کارگردان                                                   | بتمن آغاز می‌کند        | نامزدشده | [ ۱۰۰ ]        |
| جوایز امپایر                              | ۲۰۰۷                        | بهترین کارگردان                                                   | پرستیژ                 | برنده    | [ ۱۰۱ ]        |
| جوایز امپایر                              | ۲۰۰۹                        | بهترین فیلم                                                       | شوالیه تاریکی          | برنده    | [ ۱۰۲ ]        |
| جوایز امپایر                              | ۲۰۰۹                        | بهترین کارگردان                                                   | شوالیه تاریکی          | برنده    | [ ۱۰۳ ]        |
| جوایز امپایر                              | ۲۰۱۱                        | بهترین فیلم                                                       | تلقین                  | برنده    | [ ۱۰۴ ]        |
| جوایز امپایر                              | ۲۰۱۱                        | بهترین کارگردان                                                   | تلقین                  | نامزدشده | [ ۱۰۵ ]        |
| جوایز امپایر                              | ۲۰۱۳                        | بهترین فیلم                                                       | شوالیه تاریکی برمی‌خیزد | نامزدشده | [ ۱۰۶ ]        |
| جوایز امپایر                              | ۲۰۱۳                        | بهترین کارگردان                                                   | شوالیه تاریکی برمی‌خیزد | نامزدشده | [ ۱۰۷ ]        |
| جوایز امپایر                              | ۲۰۱۵                        | بهترین کارگردان                                                   | میان‌ستاره‌ای            | برنده    | [ ۱۰۸ ]        |
| جوایز امپایر                              | ۲۰۱۵                        | جایزه الهام‌بخش                                                    |                        | برنده    | [ ۱۰۹ ]        |
| جوایز فیلم ایونینگ استاندارد بریتانیا     | ۲۰۱۱                        | جایزه ویژه الکساندر واکر برای نقش در سینما                        | —                      | برنده    | [ ۱۱۰ ]        |
| حلقه منتقدان فیلم استرالیا                | ۲۰۱۱                        | بهترین فیلم خارجی – زبان انگلیسی                                  | تلقین                  | نامزدشده | [ ۱۱۱ ]        |
| حلقه منتقدان فیلم فلوریدا                 | ۲۰۰۱                        | بهترین فیلم‌نامه                                                   | یادگاری                | برنده    | [ ۱۱۲ ]        |
| حلقه منتقدان فیلم فلوریدا                 | ۲۰۱۰                        | بهترین فیلم‌نامهٔ غیراقتباسی                                        | تلقین                  | برنده    | [ ۱۱۳ ]        |
| حلقه منتقدان فیلم فلوریدا                 | ۲۰۱۷                        | بهترین فیلم                                                       | دانکرک                 | برنده    | [ ۱۱۴ ]        |
| حلقه منتقدان فیلم فلوریدا                 | ۲۰۱۷                        | بهترین کارگردان                                                   | دانکرک                 | برنده    | [ ۱۱۴ ]        |
| Fotogramas de Plata                       | ۲۰۱۸                        | بهترین فیلم خارجی (Mejor Película Extranjera)                     | دانکرک                 | برنده    | [ ۱۱۵ ]        |
| انجمن منتقدان فیلم جورجیا                 | ۲۰۱۷                        | بهترین فیلم                                                       | دانکرک                 | نامزدشده | [ ۱۱۶ ]        |
| انجمن منتقدان فیلم جورجیا                 | ۲۰۱۷                        | بهترین کارگردان                                                   | دانکرک                 | نامزدشده | [ ۱۱۶ ]        |
| جوایز گلدن گلوب                           | ۲۰۰۲                        | جایزه گلدن گلوب بهترین فیلم‌نامه                                   | یادگاری                | نامزدشده | [ ۱۱۷ ]        |
| جوایز گلدن گلوب                           | ۲۰۱۱                        | جایزه گلدن گلوب بهترین فیلم – درام                                | تلقین                  | نامزدشده | [ ۱۱۸ ]        |
| جوایز گلدن گلوب                           | ۲۰۱۱                        | جایزه گلدن گلوب بهترین کارگردانی                                  | تلقین                  | نامزدشده | [ ۱۱۸ ]        |
| جوایز گلدن گلوب                           | ۲۰۱۱                        | جایزه گلدن گلوب بهترین فیلم‌نامه                                   | تلقین                  | نامزدشده | [ ۱۱۸ ]        |
| جوایز گلدن گلوب                           | ۲۰۱۸                        | جایزه گلدن گلوب بهترین فیلم – درام                                | دانکرک                 | نامزدشده | [ ۱۱۹ ]        |
| جوایز گلدن گلوب                           | ۲۰۱۸                        | جایزه گلدن گلوب بهترین کارگردانی                                  | دانکرک                 | نامزدشده | [ ۱۱۹ ]        |
| جوایز گلدن گلوب                           | ۲۰۲۴                        | بهترین فیلم – درام                                                | اوپنهایمر              | برنده    | [ ۱۲۰ ]        |
| جوایز گلدن گلوب                           | ۲۰۲۴                        | بهترین کارگردانی                                                  | اوپنهایمر              | برنده    | [ ۱۲۰ ]        |
| جوایز گلدن گلوب                           | ۲۰۲۴                        | بهترین فیلم‌نامه                                                   | اوپنهایمر              | نامزدشده | [ ۱۲۰ ]        |
| جشنواره فیلم بین‌المللی هارتلند            | ۲۰۱۴                        | جایزه تصویر واقعاً متحرک                                           | میان‌ستاره‌ای            | برنده    | [ ۱۲۱ ]        |
| جایزه گائودی                              | ۲۰۱۱                        | بهترین فیلم اروپایی (Millor Pel·lícula Europea)                   | تلقین                  | نامزدشده | [ ۱۲۲ ]        |
| جایزه گائودی                              | ۲۰۱۸                        | بهترین فیلم اروپایی (Millor Pel·lícula Europea)                   | دانکرک                 | برنده    | [ ۱۲۳ ]        |
| جایزه گلوب د کریستال                      | ۲۰۱۸                        | بهترین فیلم خارجی (Meilleur film étranger)                        | دانکرک                 | نامزدشده | [ ۱۲۴ ]        |
| Gold Derby Awards                         | ۲۰۰۹                        | بهترین تصویر متحرک                                                | شوالیه تاریکی          | نامزدشده | [ ۱۲۵ ]        |
| Gold Derby Awards                         | ۲۰۰۹                        | بهترین فیلم‌نامهٔ اقتباسی                                           | شوالیه تاریکی          | نامزدشده | [ ۱۲۵ ]        |
| Gold Derby Awards                         | ۲۰۰۹                        | بهترین کارگردان                                                   | شوالیه تاریکی          | برنده    | [ ۱۲۵ ]        |
| Gold Derby Awards                         | ۲۰۱۰                        | کارگردان دهه                                                      | شوالیه تاریکی          | نامزدشده | [ ۱۲۵ ]        |
| Gold Derby Awards                         | ۲۰۱۰                        | فیلم‌نامهٔ غیراقتباسی دهه                                           | شوالیه تاریکی          | نامزدشده | [ ۱۲۵ ]        |
| Gold Derby Awards                         | ۲۰۱۰                        | شخص خلاق دهه                                                      | شوالیه تاریکی          | نامزدشده | [ ۱۲۵ ]        |
| Gold Derby Awards                         | ۲۰۱۱                        | بهترین تصویر متحرک                                                | تلقین                  | نامزدشده | [ ۱۲۵ ]        |
| Gold Derby Awards                         | ۲۰۱۱                        | بهترین فیلم‌نامهٔ غیراقتباسی                                        | تلقین                  | برنده    | [ ۱۲۵ ]        |
| Gold Derby Awards                         | ۲۰۱۱                        | بهترین کارگردان                                                   | تلقین                  | نامزدشده | [ ۱۲۵ ]        |
| Gold Derby Awards                         | ۲۰۲۰                        | کارگردان دهه                                                      | تلقین                  | نامزدشده | [ ۱۲۶ ]        |
| Gold Derby Awards                         | ۲۰۲۰                        | فیلم‌نامهٔ غیراقتباسی دهه                                           | تلقین                  | نامزدشده | [ ۱۲۶ ]        |
| Gold Derby Awards                         | ۲۰۲۰                        | بهترین تصویر متحرک دهه                                            | تلقین                  | نامزدشده | [ ۱۲۶ ]        |
| Gold Derby Awards                         | ۲۰۱۵                        | بهترین تصویر متحرک                                                | میان‌ستاره‌ای            | نامزدشده | [ ۱۲۵ ]        |
| Gold Derby Awards                         | ۲۰۱۸                        | بهترین تصویر متحرک                                                | دانکرک                 | نامزدشده | [ ۱۲۷ ]        |
| Gold Derby Awards                         | ۲۰۱۸                        | بهترین کارگردان                                                   | دانکرک                 | نامزدشده | [ ۱۲۷ ]        |
| جایزه عقاب طلایی                          | ۲۰۱۳                        | بهترین فیلم خارجی                                                 | شوالیه تاریکی برمی‌خیزد | نامزدشده | [ ۱۲۸ ]        |
| جایزه عقاب طلایی                          | ۲۰۱۸                        | بهترین فیلم خارجی                                                 | دانکرک                 | نامزدشده | [ ۱۲۹ ]        |
| جوایز گلدن اشموز                          | ۲۰۰۵                        | بهترین کارگردان سال                                               | بتمن آغاز می‌کند        | نامزدشده | [ ۱۳۰ ]        |
| جوایز گلدن اشموز                          | ۲۰۰۵                        | بهترین فیلم‌نامهٔ سال                                               | بتمن آغاز می‌کند        | نامزدشده | [ ۱۳۰ ]        |
| جوایز گلدن اشموز                          | ۲۰۰۵                        | فیلم برگزیده سال                                                  | بتمن آغاز می‌کند        | برنده    | [ ۱۳۰ ]        |
| جوایز گلدن اشموز                          | ۲۰۰۶                        | بهترین کارگردان سال                                               | پرستیژ                 | نامزدشده | [ ۱۳۱ ]        |
| جوایز گلدن اشموز                          | ۲۰۰۶                        | بهترین فیلم‌نامهٔ سال                                               | پرستیژ                 | نامزدشده | [ ۱۳۱ ]        |
| جوایز گلدن اشموز                          | ۲۰۰۸                        | بهترین کارگردان سال                                               | شوالیه تاریکی          | برنده    | [ ۱۳۲ ]        |
| جوایز گلدن اشموز                          | ۲۰۰۸                        | بهترین فیلم‌نامهٔ سال                                               | شوالیه تاریکی          | برنده    | [ ۱۳۲ ]        |
| جوایز گلدن اشموز                          | ۲۰۰۸                        | فیلم برگزیده سال                                                  | شوالیه تاریکی          | برنده    | [ ۱۳۲ ]        |
| جوایز گلدن اشموز                          | ۲۰۱۰                        | بهترین کارگردان سال                                               | تلقین                  | برنده    | [ ۱۳۳ ]        |
| جوایز گلدن اشموز                          | ۲۰۱۰                        | بهترین فیلم‌نامهٔ سال                                               | تلقین                  | نامزدشده | [ ۱۳۳ ]        |
| جوایز گلدن اشموز                          | ۲۰۱۰                        | فیلم برگزیده سال                                                  | تلقین                  | برنده    | [ ۱۳۳ ]        |
| جوایز گلدن اشموز                          | ۲۰۱۲                        | بهترین کارگردان سال                                               | شوالیه تاریکی برمی‌خیزد | نامزدشده | [ ۱۳۴ ]        |
| جوایز گلدن اشموز                          | ۲۰۱۲                        | فیلم برگزیده سال                                                  | شوالیه تاریکی برمی‌خیزد | نامزدشده | [ ۱۳۳ ]        |
| جوایز گلدن اشموز                          | ۲۰۱۴                        | بهترین کارگردان سال                                               | میان‌ستاره‌ای            | نامزدشده | [ ۱۳۵ ]        |
| جوایز گلدن اشموز                          | ۲۰۱۴                        | فیلم برگزیده سال                                                  | میان‌ستاره‌ای            | نامزدشده | [ ۱۳۵ ]        |
| جوایز گلدن اشموز                          | ۲۰۱۷                        | فیلم برگزیده سال                                                  | دانکرک                 | نامزدشده | [ ۱۳۶ ]        |
| جوایز گلدن اشموز                          | ۲۰۱۷                        | بهترین کارگردان سال                                               | دانکرک                 | نامزدشده | [ ۱۳۶ ]        |
| جایزه گویا                                | ۲۰۰۹                        | بهترین فیلم اروپایی (Mejor Película Europea)                      | شوالیه تاریکی          | نامزدشده | [ ۱۳۷ ]        |
| جشنواره فیلم هالیوود                      | ۲۰۰۸                        | فیلم هالیوودی سال                                                 | شوالیه تاریکی          | برنده    | [ ۱۳۸ ]        |
| جشنواره فیلم هالیوود                      | ۲۰۱۰                        | فیلم هالیوودی سال                                                 | تلقین                  | برنده    | [ ۱۳۹ ]        |
| انجمن منتقدان هالیوود                     | ۲۰۲۱                        | بهترین فیلم اکشن                                                  | تنت                    | نامزدشده |                |
| انجمن منتقدان هالیوود                     | ۲۰۲۱                        | بهترین فیلم بلاکباستری                                            | تنت                    | نامزدشده |                |
| جامعه منتقدان فیلم هیوستون                | ۲۰۰۸                        | بهترین فیلم                                                       | شوالیه تاریکی          | نامزدشده | [ ۱۴۰ ]        |
| جامعه منتقدان فیلم هیوستون                | ۲۰۰۸                        | بهترین کارگردان                                                   | شوالیه تاریکی          | نامزدشده | [ ۱۴۰ ]        |
| جامعه منتقدان فیلم هیوستون                | ۲۰۰۸                        | بهترین فیلم‌نامه                                                   | شوالیه تاریکی          | نامزدشده | [ ۱۴۰ ]        |
| جامعه منتقدان فیلم هیوستون                | ۲۰۱۰                        | بهترین فیلم                                                       | تلقین                  | نامزدشده | [ ۱۴۱ ]        |
| جامعه منتقدان فیلم هیوستون                | ۲۰۱۰                        | بهترین کارگردان                                                   | تلقین                  | نامزدشده | [ ۱۴۱ ]        |
| جامعه منتقدان فیلم هیوستون                | ۲۰۱۰                        | بهترین فیلم‌نامه                                                   | تلقین                  | نامزدشده | [ ۱۴۱ ]        |
| جامعه منتقدان فیلم هیوستون                | ۲۰۱۷                        | بهترین فیلم                                                       | دانکرک                 | نامزدشده | [ ۱۴۲ ]        |
| جامعه منتقدان فیلم هیوستون                | ۲۰۱۷                        | بهترین کارگردان                                                   | دانکرک                 | نامزدشده | [ ۱۴۲ ]        |
| جایزه فیلم هوچی                           | ۲۰۰۹                        | بهترین فیلم خارجی‌زبان                                             | شوالیه تاریکی          | برنده    | [ ۱۴۳ ]        |
| جایزه فیلم هوچی                           | ۲۰۲۱                        | بهترین فیلم خارجی‌زبان                                             | تنت                    | برنده    |                |
| جایزه هوگو                                | ۲۰۰۶                        | بهترین ارائهٔ دراماتیک – تفصیلی                                    | بتمن آغاز می‌کند        | نامزدشده | [ ۱۴۴ ]        |
| جایزه هوگو                                | ۲۰۰۷                        | بهترین ارائهٔ دراماتیک – تفصیلی                                    | پرستیژ                 | نامزدشده | [ ۱۴۵ ]        |
| جایزه هوگو                                | ۲۰۰۹                        | بهترین ارائهٔ دراماتیک – تفصیلی                                    | شوالیه تاریکی          | نامزدشده | [ ۱۴۶ ]        |
| جایزه هوگو                                | ۲۰۱۱                        | بهترین ارائهٔ دراماتیک – تفصیلی                                    | تلقین                  | برنده    | [ ۱۴۷ ]        |
| جایزه هوگو                                | ۲۰۱۵                        | بهترین ارائهٔ دراماتیک – تفصیلی                                    | میان‌ستاره‌ای            | نامزدشده | [ ۱۴۸ ]        |
| انجمن روزنامه‌نگاران فیلم ایندیانا         | ۲۰۱۰                        | بهترین فیلم                                                       | تلقین                  | نامزدشده | [ ۱۴۹ ]        |
| انجمن روزنامه‌نگاران فیلم ایندیانا         | ۲۰۱۰                        | بهترین کارگردان                                                   | تلقین                  | برنده    | [ ۱۴۹ ]        |
| انجمن روزنامه‌نگاران فیلم ایندیانا         | ۲۰۱۰                        | بهترین فیلم‌نامه                                                   | تلقین                  | نامزدشده | [ ۱۴۹ ]        |
| انجمن روزنامه‌نگاران فیلم ایندیانا         | ۲۰۱۲                        | بهترین کارگردان                                                   | شوالیه تاریکی برمی‌خیزد | نامزدشده | [ ۱۵۰ ]        |
| انجمن روزنامه‌نگاران فیلم ایندیانا         | ۲۰۱۷                        | بهترین فیلم                                                       | دانکرک                 | نامزدشده | [ ۱۵۱ ]        |
| انجمن روزنامه‌نگاران فیلم ایندیانا         | ۲۰۱۷                        | بهترین کارگردان                                                   | دانکرک                 | نامزدشده | [ ۱۵۱ ]        |
| انجمن روزنامه‌نگاران فیلم ایندیانا         | ۲۰۱۷                        | بهترین فیلم‌نامهٔ غیراقتباسی                                        | دانکرک                 | نامزدشده | [ ۱۵۱ ]        |
| انجمن روزنامه‌نگاران فیلم ایندیانا         | ۲۰۱۷                        | چشم‌انداز ابتکاری                                                  | دانکرک                 | نامزدشده | [ ۱۵۱ ]        |
| جوایز منتقدان فیلم آیووا                  | ۲۰۱۱                        | بهترین کارگردان                                                   | تلقین                  | نامزدشده | [ ۱۵۲ ]        |
| جوایز منتقدان فیلم آیووا                  | ۲۰۱۷                        | بهترین فیلم                                                       | دانکرک                 | نامزدشده | [ ۱۵۳ ]        |
| جوایز منتقدان فیلم آیووا                  | ۲۰۱۷                        | بهترین کارگردان                                                   | دانکرک                 | نامزدشده | [ ۱۵۳ ]        |
| جوایز آی‌جی‌ان                              | ۲۰۱۰                        | بهترین فیلم                                                       | تلقین                  | برنده    | [ ۱۵۴ ]        |
| جوایز آی‌جی‌ان                              | ۲۰۱۰                        | بهترین کارگردان                                                   | تلقین                  | برنده    | [ ۱۵۴ ]        |
| جوایز آی‌جی‌ان                              | ۲۰۱۰                        | بهترین فیلم علمی تخیلی                                            | تلقین                  | نامزدشده | [ ۱۵۴ ]        |
| جوایز آی‌جی‌ان                              | ۲۰۱۷                        | جایزه انتخاب مردم برای بهترین فیلم درام                           | دانکرک                 | برنده    | [ ۱۵۵ ]        |
| جوایز آی‌جی‌ان                              | ۲۰۱۷                        | جایزه منتخب مردم برای بهترین کارگردان                             | دانکرک                 | برنده    | [ ۱۵۵ ]        |
| جوایز آی‌جی‌ان                              | ۲۰۱۷                        | بهترین فیلم کارگردان                                              | دانکرک                 | نامزدشده | [ ۱۵۵ ]        |
| جوایز آی‌جی‌ان                              | ۲۰۱۷                        | بهترین کارگردان                                                   | دانکرک                 | نامزدشده | [ ۱۵۵ ]        |
| جوایز آی‌جی‌ان                              | ۲۰۲۱                        | بهترین فیلم علمی تخیلی/فانتزی                                     | تنت                    | برنده    | [ ۱۵۴ ]        |
| جوایز آی‌جی‌ان                              | ۲۰۲۱                        | جایزه منتخب مردم، بهترین فیلم                                     | تنت                    | برنده    | [ ۱۵۴ ]        |
| جایزه ایندیپندنت اسپیریت                  | ۲۰۰۱                        | بهترین فیلم بلند                                                  | یادگاری                | برنده    | [ ۷۹ ]         |
| جایزه ایندیپندنت اسپیریت                  | ۲۰۰۱                        | بهترین کارگردان                                                   | یادگاری                | برنده    | [ ۷۹ ]         |
| جایزه ایندیپندنت اسپیریت                  | ۲۰۰۱                        | بهترین فیلم‌نامه                                                   | یادگاری                | برنده    | [ ۷۹ ]         |
| جایزه فیلم و تلویزیون ایرلند              | ۲۰۰۶                        | بهترین فیلم بین‌المللی                                             | بتمن آغاز می‌کند        | نامزدشده | [ ۱۵۶ ]        |
| جایزه فیلم و تلویزیون ایرلند              | ۲۰۱۱                        | بهترین فیلم بین‌المللی                                             | تلقین                  | نامزدشده | [ ۱۵۷ ]        |
| جایزه فیلم و تلویزیون ایرلند              | ۲۰۱۸                        | بهترین فیلم بین‌المللی                                             | دانکرک                 | نامزدشده | [ ۱۵۸ ]        |
| روبان نقره‌ای                              | ۲۰۱۱                        | بهترین کارگردان غیراروپایی (Regista del Miglior Film Non-Europeo) | تلقین                  | نامزدشده | [ ۱۵۹ ]        |
| جوایز فیلم آنلاین ایتالیایی (IOMA)        | ۲۰۰۷                        | بهترین فیلم‌نامهٔ اقتباسی                                           | پرستیژ                 | برنده    | [ ۱۶۰ ]        |
| جوایز فیلم آنلاین ایتالیایی (IOMA)        | ۲۰۱۱                        | بهترین فیلم                                                       | تلقین                  | برنده    | [ ۱۶۱ ]        |
| جوایز فیلم آنلاین ایتالیایی (IOMA)        | ۲۰۱۱                        | بهترین کارگردان                                                   | تلقین                  | برنده    | [ ۱۶۱ ]        |
| جوایز فیلم آنلاین ایتالیایی (IOMA)        | ۲۰۱۱                        | بهترین فیلم‌نامهٔ غیراقتباسی                                        | تلقین                  | برنده    | [ ۱۶۱ ]        |
| جوایز انجمن بین‌المللی سینمافیل            | ۲۰۰۸                        | بهترین فیلم                                                       | شوالیه تاریکی          | نامزدشده | [ ۱۶۲ ]        |
| جوایز انجمن بین‌المللی سینمافیل            | ۲۰۰۸                        | بهترین کارگردان                                                   | شوالیه تاریکی          | برنده    | [ ۱۶۲ ]        |
| جوایز انجمن بین‌المللی سینمافیل            | ۲۰۰۸                        | بهترین فیلم‌نامهٔ اقتباسی                                           | شوالیه تاریکی          | نامزدشده | [ ۱۶۲ ]        |
| جوایز انجمن بین‌المللی سینمافیل            | ۲۰۱۰                        | بهترین فیلم                                                       | تلقین                  | نامزدشده | [ ۱۶۳ ]        |
| فدراسیون بین‌المللی بایگانی فیلم           | ۲۰۱۷                        | جایزهٔ FIAF                                                        | —                      | برنده    | [ ۱۶۴ ]        |
| نظرسنجی منتقدان فیلم آنلاین بین‌المللی     | ۲۰۰۹                        | بهترین کارگردان                                                   | شوالیه تاریکی          | نامزدشده | [ ۱۶۵ ]        |
| نظرسنجی منتقدان فیلم آنلاین بین‌المللی     | ۲۰۰۹                        | بهترین فیلم                                                       | شوالیه تاریکی          | نامزدشده | [ ۱۶۵ ]        |
| نظرسنجی منتقدان فیلم آنلاین بین‌المللی     | ۲۰۱۰                        | بهترین کارگردان                                                   | تلقین                  | نامزدشده | [ ۱۶۶ ]        |
| نظرسنجی منتقدان فیلم آنلاین بین‌المللی     | ۲۰۱۰                        | بهترین فیلم                                                       | تلقین                  | نامزدشده | [ ۱۶۶ ]        |
| نظرسنجی منتقدان فیلم آنلاین بین‌المللی     | ۲۰۱۰                        | بهترین فیلم‌نامهٔ غیراقتباسی                                        | تلقین                  | نامزدشده | [ ۱۶۶ ]        |
| جایزه آکادمی فیلم ژاپن                    |                             |                                                                   |                        |          |                |
| ۲۰۰۹                                      | بهترین فیلم خارجی           | شوالیه تاریکی                                                     | برنده                  | [ ۱۶۷ ]  |                |
| ۲۰۱۱                                      | بهترین فیلم خارجی           | تلقین                                                             | نامزدشده               | [ ۱۶۷ ]  |                |
| ۲۰۱۳                                      | بهترین فیلم خارجی           | شوالیه تاریکی برمی‌خیزد                                            | نامزدشده               | [ ۱۶۷ ]  |                |
| ۲۰۱۵                                      | بهترین فیلم خارجی           | میان‌ستاره‌ای                                                       | نامزدشده               | [ ۱۶۷ ]  |                |
| ۲۰۱۸                                      | بهترین فیلم خارجی           | دانکرک                                                            | نامزدشده               | [ ۱۶۷ ]  |                |
| ۲۰۲۱                                      | بهترین فیلم خارجی           | تنت                                                               | نامزدشده               | [ ۱۶۷ ]  |                |
| حلقه منتقدان فیلم کانزاس سیتی             | ۲۰۰۸                        | بهترین فیلم علمی تخیلی، فانتزی یا ترسناک                          | شوالیه تاریکی          | برنده    | [ ۱۶۸ ]        |
| حلقه منتقدان فیلم کانزاس سیتی             | ۲۰۱۰                        | بهترین کارگردان                                                   | تلقین                  | برنده    | [ ۱۶۹ ]        |
| حلقه منتقدان فیلم کانزاس سیتی             | ۲۰۱۰                        | بهترین فیلم‌نامه – غیراقتباسی                                      | تلقین                  | برنده    | [ ۱۶۹ ]        |
| حلقه منتقدان فیلم کانزاس سیتی             | ۲۰۱۰                        | بهترین فیلم علمی تخیلی، فانتزی یا ترسناک                          | تلقین                  | برنده    | [ ۱۶۹ ]        |
| کینما جونپو                               | ۲۰۱۱                        | بهترین فیلم خارجی‌زبان                                             | تلقین                  | نامزدشده | [ ۱۷۰ ]        |
| انجمن منتقدان فیلم لاس وگاس               | ۲۰۰۱                        | بهترین فیلم‌نامه                                                   | یادگاری                | برنده    | [ ۱۷۱ ]        |
| انجمن منتقدان فیلم لاس وگاس               | ۲۰۱۰                        | بهترین فیلم                                                       | تلقین                  | نامزدشده | [ ۱۷۱ ]        |
| انجمن منتقدان فیلم لاس وگاس               | ۲۰۱۰                        | بهترین کارگردان                                                   | تلقین                  | نامزدشده | [ ۱۷۱ ]        |
| انجمن منتقدان فیلم لاس وگاس               | ۲۰۱۰                        | بهترین فیلم‌نامه                                                   | تلقین                  | نامزدشده | [ ۱۷۱ ]        |
| انجمن منتقدان فیلم لاس وگاس               | ۲۰۱۷                        | بهترین فیلم                                                       | دانکرک                 | نامزدشده | [ ۱۷۱ ]        |
| انجمن منتقدان فیلم لاس وگاس               | ۲۰۱۷                        | بهترین کارگردان                                                   | دانکرک                 | نامزدشده | [ ۱۷۱ ]        |
| حلقه منتقدان فیلم لندن                    | ۲۰۰۰                        | فیلم سال                                                          | یادگاری                | نامزدشده | [ ۱۷۲ ]        |
| حلقه منتقدان فیلم لندن                    | ۲۰۰۰                        | کارگردان سالب ریتانیایی                                           | یادگاری                | نامزدشده | [ ۱۷۳ ]        |
| حلقه منتقدان فیلم لندن                    | ۲۰۰۰                        | فیلم‌نامه‌نویس بریتانیایی سال                                       | یادگاری                | نامزدشده | [ ۱۷۳ ]        |
| حلقه منتقدان فیلم لندن                    | ۲۰۰۲                        | بریتانیایی کارگردان سال                                           | بی‌خوابی                | برنده    | [ ۱۷۴ ]        |
| حلقه منتقدان فیلم لندن                    | ۲۰۰۵                        | بریتانیایی کارگردان سال                                           | بتمن آغاز می‌کند        | نامزدشده | [ ۱۷۵ ]        |
| حلقه منتقدان فیلم لندن                    | ۲۰۰۶                        | بریتانیایی کارگردان سال                                           | پرستیژ                 | نامزدشده | [ ۱۷۶ ]        |
| حلقه منتقدان فیلم لندن                    | ۲۰۰۸                        | بریتانیایی کارگردان سال                                           | شوالیه تاریکی          | نامزدشده | [ ۱۷۷ ]        |
| حلقه منتقدان فیلم لندن                    | ۲۰۱۰                        | کارگردان سال                                                      | تلقین                  | نامزدشده | [ ۱۷۸ ]        |
| حلقه منتقدان فیلم لندن                    | ۲۰۱۰                        | بریتانیایی کارگردان سال                                           | تلقین                  | نامزدشده | [ ۱۷۹ ]        |
| حلقه منتقدان فیلم لندن                    | ۲۰۱۷                        | فیلم سال                                                          | دانکرک                 | نامزدشده | [ ۱۸۰ ]        |
| حلقه منتقدان فیلم لندن                    | ۲۰۱۷                        | بهترین فیلم بریتانیایی یا ایرلندی سال                             | دانکرک                 | برنده    | [ ۱۸۰ ]        |
| حلقه منتقدان فیلم لندن                    | ۲۰۱۷                        | کارگردان سال                                                      | دانکرک                 | نامزدشده | [ ۱۸۰ ]        |
| انجمن منتقدان فیلم لس آنجلس               | ۲۰۰۱                        | بهترین فیلم‌نامه                                                   | یادگاری                | برنده    | [ ۱۸۱ ]        |
| انجمن منتقدان فیلم لس آنجلس               | ۲۰۰۸                        | بهترین فیلم                                                       | شوالیه تاریکی          | نامزدشده | [ ۱۸۲ ]        |
| انجمن منتقدان فیلم لس آنجلس               | ۲۰۰۸                        | بهترین کارگردان                                                   | شوالیه تاریکی          | نامزدشده | [ ۱۸۲ ]        |
| انجمن منتقدان هالیوود                     | ۲۰۱۷                        | بهترین کارگردان مرد                                               | دانکرک                 | نامزدشده | [ ۱۸۳ ]        |
| انجمن منتقدان هالیوود                     | ۲۰۱۷                        | بهترین بلاکباستر                                                  | دانکرک                 | نامزدشده | [ ۱۸۳ ]        |
| انجمن منتقدان هالیوود                     | ۲۰۱۷                        | بهترین فیلم اکشن/جنگی                                             | دانکرک                 | نامزدشده | [ ۱۸۳ ]        |
| جایزه فیلم ماینیچی                        | ۲۰۰۹                        | بهترین فیلم خارجی                                                 | شوالیه تاریکی          | برنده    | [ ۱۸۴ ]        |
| جایزه فیلم ماینیچی                        | ۲۰۱۸                        | بهترین فیلم خارجی                                                 | دانکرک                 | نامزدشده | [ ۱۸۴ ]        |
| جایزه سینمایی و تلویزیونی ام‌تی‌وی          | ۲۰۰۲                        | بهترین فیلم‌ساز جدید                                               | یادگاری                | برنده    | [ ۱۸۵ ]        |
| جایزه سینمایی و تلویزیونی ام‌تی‌وی          | ۲۰۰۶                        | بهترین فیلم                                                       | بتمن آغاز می‌کند        | نامزدشده | [ ۱۸۶ ]        |
| جایزه سینمایی و تلویزیونی ام‌تی‌وی          | ۲۰۰۹                        | بهترین فیلم                                                       | شوالیه تاریکی          | نامزدشده | [ ۱۸۷ ]        |
| جایزه سینمایی و تلویزیونی ام‌تی‌وی          | ۲۰۱۱                        | بهترین فیلم                                                       | تلقین                  | نامزدشده | [ ۱۸۸ ]        |
| جایزه سینمایی و تلویزیونی ام‌تی‌وی          | ۲۰۱۳                        | بهترین فیلم                                                       | شوالیه تاریکی برمی‌خیزد | نامزدشده | [ ۱۸۹ ]        |
| انجمن ملی منتقدان فیلم                    | ۲۰۰۲                        | بهترین فیلم‌نامه                                                   | یادگاری                | نامزدشده | [ ۱۹۰ ]        |
| حلقه منتقدان فیلم نیویورک                 | ۲۰۰۱                        | بهترین فیلم‌نامه                                                   | یادگاری                | نامزدشده | [ ۱۹۱ ]        |
| منتقدان فیلم نیویورک آنلاین               | ۲۰۰۸                        | ۱۰ فیلم برتر                                                      | شوالیه تاریکی          | برنده    | [ ۱۹۲ ]        |
| منتقدان فیلم نیویورک آنلاین               | ۲۰۱۰                        | ۱۰ فیلم برتر                                                      | تلقین                  | برنده    | [ ۱۹۳ ]        |
| منتقدان فیلم نیویورک آنلاین               | ۲۰۱۷                        | ۱۰ فیلم برتر                                                      | دانکرک                 | برنده    | [ ۱۹۴ ]        |
| جشنواره بین‌المللی فیلم نیوپورت            | ۱۹۹۹                        | بهترین فیلم                                                       | تعقیب                  | نامزدشده | [ ۹۰ ]         |
| جشنواره بین‌المللی فیلم نیوپورت            | ۱۹۹۹                        | بهترین کارگردان                                                   | تعقیب                  | برنده    | [ ۹۰ ]         |
| انجمن منتقدان فیلم کارولینای شمالی        | ۲۰۱۷                        | بهترین کارگردان                                                   | دانکرک                 | نامزدشده | [ ۱۹۵ ]        |
| انجمن منتقدان فیلم تگزاس شمالی            | ۲۰۱۰                        | بهترین فیلم                                                       | تلقین                  | برنده    | [ ۱۹۶ ]        |
| انجمن منتقدان فیلم تگزاس شمالی            | ۲۰۱۰                        | بهترین کارگردان                                                   | تلقین                  | برنده    | [ ۱۹۶ ]        |
| انجمن منتقدان فیلم تگزاس شمالی            | ۲۰۱۷                        | بهترین فیلم                                                       | دانکرک                 | نامزدشده | [ ۱۹۷ ]        |
| انجمن منتقدان فیلم تگزاس شمالی            | ۲۰۱۷                        | بهترین کارگردان                                                   | دانکرک                 | نامزدشده | [ ۱۹۷ ]        |
| هیئت ملی بازبینی فیلم                     | ۲۰۰۱                        | ۱۰ فیلم برتر                                                      | یادگاری                | برنده    | [ ۱۹۸ ]        |
| هیئت ملی بازبینی فیلم                     | ۲۰۰۸                        | ۱۰ فیلم برتر                                                      | شوالیه تاریکی          | برنده    | [ ۱۹۸ ]        |
| هیئت ملی بازبینی فیلم                     | ۲۰۱۰                        | ۱۰ فیلم برتر                                                      | تلقین                  | برنده    | [ ۱۹۸ ]        |
| هیئت ملی بازبینی فیلم                     | ۲۰۱۷                        | ۱۰ فیلم برتر                                                      | دانکرک                 | برنده    | [ ۱۹۸ ]        |
| جایزه فیلم ورزشی نیکان                    | ۲۰۱۷                        | بهترین فیلم خارجی                                                 | دانکرک                 | برنده    |                |
| جایزه فیلم ورزشی نیکان                    | ۲۰۲۰                        | بهترین فیلم خارجی                                                 | تنت                    | نامزدشده | [ ۱۹۹ ]        |
| انجمن منتقدان فیلم سن دیگو                | ۲۰۱۰                        | بهترین فیلم                                                       | تلقین                  | نامزدشده | [ ۲۰۰ ]        |
| انجمن منتقدان فیلم سن دیگو                | ۲۰۱۰                        | بهترین کارگردان                                                   | تلقین                  | نامزدشده | [ ۲۰۰ ]        |
| انجمن منتقدان فیلم سن دیگو                | ۲۰۱۰                        | بهترین فیلم‌نامهٔ غیراقتباسی                                        | تلقین                  | نامزدشده | [ ۲۰۰ ]        |
| انجمن منتقدان فیلم سن دیگو                | ۲۰۱۷                        | بهترین فیلم                                                       | دانکرک                 | نامزدشده | [ ۲۰۱ ]        |
| انجمن منتقدان فیلم سن دیگو                | ۲۰۱۷                        | بهترین کارگردان                                                   | دانکرک                 | نامزدشده | [ ۲۰۱ ]        |
| انجمن منتقدان فیلم سن دیگو                | ۲۰۱۷                        | بهترین فیلم‌نامهٔ غیراقتباسی                                        | دانکرک                 | نامزدشده | [ ۲۰۱ ]        |
| حلقه منتقدان فیلم سان‌فرانسیسکو            | ۲۰۱۷                        | بهترین کارگردان                                                   | دانکرک                 | نامزدشده | [ ۲۰۲ ]        |
| جشنواره بین‌المللی فیلم سان فرانسیسکو      | ۱۹۹۸                        | بهترین فیلم بلند نخست (جایزه SKYY)                                | تعقیب                  | برنده    | [ ۲۰۳ ] [ ۹۰ ] |
| جشنواره بین‌المللی سنتا باربارا            | ۲۰۱۱                        | جایزه استاد مدرن                                                  | —                      | برنده    | [ ۲۰۴ ]        |
| جشنواره بین‌المللی سنتا باربارا            | ۲۰۱۸                        | برجسته کارگردان سال                                               | —                      | برنده    | [ ۲۰۵ ]        |
| انجمن منتقدان فیلم سیاتل                  | ۲۰۱۷                        | بهترین فیلم                                                       | دانکرک                 | نامزدشده | [ ۲۰۶ ]        |
| انجمن منتقدان فیلم سیاتل                  | ۲۰۱۷                        | بهترین کارگردان                                                   | دانکرک                 | برنده    | [ ۲۰۶ ]        |
| انجمن منتقدان فیلم جنوب شرقی              | ۲۰۰۱                        | بهترین فیلم                                                       | یادگاری                | برنده    | [ ۲۰۷ ]        |
| انجمن منتقدان فیلم جنوب شرقی              | ۲۰۰۱                        | بهترین فیلم‌نامهٔ غیراقتباسی                                        | یادگاری                | برنده    | [ ۲۰۷ ]        |
| انجمن منتقدان فیلم جنوب شرقی              | ۲۰۰۸                        | بهترین فیلم                                                       | شوالیه تاریکی          | نامزدشده | [ ۲۰۷ ]        |
| انجمن منتقدان فیلم جنوب شرقی              | ۲۰۱۰                        | بهترین فیلم                                                       | تلقین                  | نامزدشده | [ ۲۰۷ ]        |
| انجمن منتقدان فیلم جنوب شرقی              | ۲۰۱۰                        | بهترین کارگردان                                                   | تلقین                  | نامزدشده | [ ۲۰۷ ]        |
| انجمن منتقدان فیلم جنوب شرقی              | ۲۰۱۰                        | بهترین فیلم‌نامهٔ غیراقتباسی                                        | تلقین                  | نامزدشده | [ ۲۰۷ ]        |
| انجمن منتقدان فیلم جنوب شرقی              | ۲۰۱۷                        | بهترین فیلم                                                       | دانکرک                 | نامزدشده | [ ۲۰۸ ]        |
| انجمن منتقدان فیلم جنوب شرقی              | ۲۰۱۷                        | بهترین کارگردان                                                   | دانکرک                 | نامزدشده | [ ۲۰۸ ]        |
| انجمن منتقدان فیلم سنت لوئیس              | ۲۰۰۱                        | بهترین فیلم‌نامه                                                   | یادگاری                | نامزدشده | [ ۲۰۹ ]        |
| انجمن منتقدان فیلم سنت لوئیس              | ۲۰۱۰                        | بهترین فیلم                                                       | تلقین                  | نامزدشده | [ ۲۰۹ ]        |
| انجمن منتقدان فیلم سنت لوئیس              | ۲۰۱۰                        | بهترین کارگردان                                                   | تلقین                  | نامزدشده | [ ۲۰۹ ]        |
| انجمن منتقدان فیلم سنت لوئیس              | ۲۰۱۰                        | بهترین فیلم‌نامه                                                   | تلقین                  | نامزدشده | [ ۲۰۹ ]        |
| انجمن منتقدان فیلم سنت لوئیس              | ۲۰۲۱                        | بهترین فیلم اکشن                                                  | تنت                    | نامزدشده |                |
| جایزه ستلایت                              | ۲۰۰۲                        | بهترین فیلم‌نامهٔ غیراقتباسی                                        | یادگاری                | نامزدشده | [ ۲۱۰ ]        |
| جایزه ستلایت                              | ۲۰۰۲                        | بهترین کارگردان                                                   | یادگاری                | نامزدشده | [ ۲۱۰ ]        |
| جایزه ستلایت                              | ۲۰۰۲                        | بهترین فیلم                                                       | یادگاری                | نامزدشده | [ ۲۱۰ ]        |
| جایزه ستلایت                              | ۲۰۰۸                        | بهترین کارگردان                                                   | شوالیه تاریکی          | نامزدشده | [ ۲۱۱ ]        |
| جایزه ستلایت                              | ۲۰۱۱                        | بهترین کارگردان                                                   | تلقین                  | نامزدشده | [ ۲۱۲ ]        |
| جایزه ستلایت                              | ۲۰۱۱                        | بهترین فیلم‌نامهٔ غیراقتباسی                                        | تلقین                  | نامزدشده | [ ۲۱۲ ]        |
| جایزه ستلایت                              | ۲۰۱۱                        | بهترین فیلم                                                       | تلقین                  | نامزدشده | [ ۲۱۲ ]        |
| جایزه ستلایت                              | ۲۰۱۷                        | بهترین فیلم                                                       | دانکرک                 | نامزدشده | [ ۲۱۳ ]        |
| جایزه ستلایت                              | ۲۰۱۷                        | بهترین کارگردان                                                   | دانکرک                 | نامزدشده | [ ۲۱۳ ]        |
| جایزه ستلایت                              | ۲۰۱۷                        | بهترین فیلم‌نامهٔ غیراقتباسی                                        | دانکرک                 | نامزدشده | [ ۲۱۳ ]        |
| جایزه ستلایت                              | ۲۰۲۱                        | بهترین فیلم                                                       | تنت                    | نامزدشده | [ ۲۱۴ ]        |
| جوایز ساترن                               | ۲۰۰۱                        | بهترین فیلم اکشن/ماجراجویی/هیجانی                                 | یادگاری                | برنده    | [ ۲۱۵ ]        |
| جوایز ساترن                               | ۲۰۰۵                        | بهترین فیلم فانتزی                                                | بتمن آغاز می‌کند        | برنده    | [ ۲۱۶ ]        |
| جوایز ساترن                               | ۲۰۰۵                        | بهترین کارگردان                                                   | بتمن آغاز می‌کند        | نامزدشده | [ ۲۱۶ ]        |
| جوایز ساترن                               | ۲۰۰۵                        | بهترین نویسندگی                                                   | بتمن آغاز می‌کند        | برنده    | [ ۲۱۶ ]        |
| جوایز ساترن                               | ۲۰۰۶                        | بهترین فیلم علمی-تخیلی                                            | پرستیژ                 | نامزدشده | [ ۲۱۷ ]        |
| جوایز ساترن                               | ۲۰۰۸                        | بهترین فیلم اکشن یا ماجراجویی                                     | شوالیه تاریکی          | برنده    | [ ۲۱۸ ]        |
| جوایز ساترن                               | ۲۰۰۸                        | بهترین کارگردان                                                   | شوالیه تاریکی          | نامزدشده | [ ۲۱۸ ]        |
| جوایز ساترن                               | ۲۰۰۸                        | بهترین نویسندگی                                                   | شوالیه تاریکی          | برنده    | [ ۲۱۸ ]        |
| جوایز ساترن                               | ۲۰۱۰                        | بهترین فیلم علمی-تخیلی                                            | تلقین                  | برنده    | [ ۲۱۹ ]        |
| جوایز ساترن                               | ۲۰۱۰                        | بهترین کارگردان                                                   | تلقین                  | برنده    | [ ۲۱۹ ]        |
| جوایز ساترن                               | ۲۰۱۰                        | بهترین نویسندگی                                                   | تلقین                  | برنده    | [ ۲۱۹ ]        |
| جوایز ساترن                               | ۲۰۱۲                        | بهترین فیلم اکشن یا ماجراجویی                                     | شوالیه تاریکی برمی‌خیزد | نامزدشده | [ ۲۲۰ ]        |
| جوایز ساترن                               | ۲۰۱۲                        | بهترین کارگردان                                                   | شوالیه تاریکی برمی‌خیزد | نامزدشده | [ ۲۲۰ ]        |
| جوایز ساترن                               | ۲۰۱۳                        | بهترین فیلم کمیک به فیلم                                          | مرد پولادین            | نامزدشده | [ ۲۲۱ ]        |
| جوایز ساترن                               | ۲۰۱۴                        | جایزه ساترن بهترین فیلم علمی-تخیلی                                | میان‌ستاره‌ای            | برنده    | [ ۲۲۲ ]        |
| جوایز ساترن                               | ۲۰۱۴                        | بهترین کارگردان                                                   | میان‌ستاره‌ای            | نامزدشده | [ ۲۲۲ ]        |
| جوایز ساترن                               | ۲۰۱۴                        | بهترین نویسندگی                                                   | میان‌ستاره‌ای            | برنده    | [ ۲۲۲ ]        |
| جوایز ساترن                               | ۲۰۱۷                        | بهترین فیلم اکشن یا ماجراجویی                                     | دانکرک                 | نامزدشده | [ ۲۲۳ ]        |
| جوایز ساترن                               | ۲۰۲۱                        | جایزه ساترن بهترین فیلم علمی-تخیلی                                | تنت                    | نامزدشده | [ ۲۲۴ ]        |
| جوایز ساترن                               | ۲۰۲۱                        | بهترین کارگردان                                                   | تنت                    | نامزدشده | [ ۲۲۴ ]        |
| جوایز ساترن                               | ۲۰۲۱                        | بهترین نویسندگی                                                   | تنت                    | نامزدشده | [ ۲۲۴ ]        |
| جایزه اسکریم                              | ۲۰۰۵                        | بست بست اسکریم-پلی                                                | بتمن آغاز می‌کند        | برنده    | [ ۲۲۵ ]        |
| جایزه اسکریم                              | ۲۰۰۵                        | بهترین کارگردان                                                   | بتمن آغاز می‌کند        | برنده    | [ ۲۲۵ ]        |
| جایزه اسکریم                              | ۲۰۰۸                        | بست بست اسکریم-پلی                                                | شوالیه تاریکی          | برنده    | [ ۲۲۶ ]        |
| جایزه اسکریم                              | ۲۰۰۸                        | بهترین کارگردان                                                   | شوالیه تاریکی          | برنده    | [ ۲۲۶ ]        |
| جایزه اسکریم                              | ۲۰۰۸                        | بهترین فیلم کمیک بوک                                              | شوالیه تاریکی          | برنده    | [ ۲۲۶ ]        |
| جایزه اسکریم                              | ۲۰۰۸                        | فریاد نهایی                                                       | شوالیه تاریکی          | برنده    | [ ۲۲۶ ]        |
| جایزه اسکریم                              | ۲۰۱۰                        | بست بست اسکریم-پلی                                                | تلقین                  | نامزدشده | [ ۲۲۷ ]        |
| جایزه اسکریم                              | ۲۰۱۰                        | فریاد نهایی                                                       | تلقین                  | برنده    | [ ۲۲۷ ]        |
| جایزه اسکریم                              | ۲۰۱۰                        | بهترین فیلم علمی تخیلی                                            | تلقین                  | برنده    | [ ۲۲۷ ]        |
| جایزه اسکریم                              | ۲۰۱۰                        | بهترین کارگردان                                                   | تلقین                  | نامزدشده | [ ۲۲۷ ]        |
| جایزه اسکریم                              | ۲۰۲۱                        | بهترین فیلم علمی تخیلی                                            | تنت                    | نامزدشده |                |
| جوایز انتخاب فیلمنامه نویسان، آنلاین      | ۲۰۱۴                        | بهترین فیلم‌نامهٔ غیراقتباسی                                        | میان‌ستاره‌ای            | نامزدشده | [ ۲۲۸ ]        |
| جشنواره فیلم SESC                         | ۲۰۱۳                        | بهترین فیلم خارجی (Melhor Filme Estrangeiro)                      | شوالیه تاریکی برمی‌خیزد | نامزدشده | [ ۲۲۹ ]        |
| کنوانسیون شو وست                          | ۲۰۰۸                        | کارگردان سال                                                      | —                      | برنده    | [ ۲۳۰ ]        |
| حلقه منتقدان فیلم اوکلاهما                | ۲۰۰۸                        | بهترین فیلم                                                       | شوالیه تاریکی          | نامزدشده | [ ۲۳۱ ]        |
| حلقه منتقدان فیلم اوکلاهما                | ۲۰۱۰                        | بهترین فیلم                                                       | تلقین                  | نامزدشده | [ ۲۳۱ ]        |
| حلقه منتقدان فیلم اوکلاهما                | ۲۰۱۰                        | بهترین فیلم‌نامهٔ غیراقتباسی                                        | تلقین                  | برنده    | [ ۲۳۱ ]        |
| حلقه منتقدان فیلم اوکلاهما                | ۲۰۱۷                        | بهترین فیلم                                                       | دانکرک                 | نامزدشده | [ ۲۳۱ ]        |
| جامعه آنلاین منتقدان فیلم                 | ۲۰۰۱                        | بهترین فیلم                                                       | یادگاری                | برنده    | [ ۲۳۲ ]        |
| جامعه آنلاین منتقدان فیلم                 | ۲۰۰۱                        | بهترین کارگردان                                                   | یادگاری                | نامزدشده | [ ۲۳۲ ]        |
| جامعه آنلاین منتقدان فیلم                 | ۲۰۰۱                        | بهترین فیلم‌نامهٔ اقتباسی                                           | یادگاری                | برنده    | [ ۲۳۲ ]        |
| جامعه آنلاین منتقدان فیلم                 | ۲۰۰۱                        | بهترین فیلم‌ساز رو به پیشرفت                                       | یادگاری                | برنده    | [ ۲۳۲ ]        |
| جامعه آنلاین منتقدان فیلم                 | ۲۰۰۶                        | بهترین فیلم‌نامهٔ اقتباسی                                           | پرستیژ                 | نامزدشده | [ ۲۳۳ ]        |
| جامعه آنلاین منتقدان فیلم                 | ۲۰۰۸                        | بهترین فیلم                                                       | شوالیه تاریکی          | نامزدشده | [ ۲۳۴ ]        |
| جامعه آنلاین منتقدان فیلم                 | ۲۰۰۸                        | بهترین کارگردان                                                   | شوالیه تاریکی          | برنده    | [ ۲۳۴ ]        |
| جامعه آنلاین منتقدان فیلم                 | ۲۰۰۸                        | بهترین فیلم‌نامهٔ اقتباسی                                           | شوالیه تاریکی          | نامزدشده | [ ۲۳۴ ]        |
| جامعه آنلاین منتقدان فیلم                 | ۲۰۱۰                        | بهترین فیلم                                                       | تلقین                  | نامزدشده | [ ۲۳۵ ]        |
| جامعه آنلاین منتقدان فیلم                 | ۲۰۱۰                        | بهترین کارگردان                                                   | تلقین                  | نامزدشده | [ ۲۳۵ ]        |
| جامعه آنلاین منتقدان فیلم                 | ۲۰۱۰                        | بهترین فیلم‌نامهٔ غیراقتباسی                                        | تلقین                  | برنده    | [ ۲۳۵ ]        |
| جامعه آنلاین منتقدان فیلم                 | ۲۰۱۷                        | بهترین فیلم                                                       | دانکرک                 | نامزدشده | [ ۲۳۶ ]        |
| جامعه آنلاین منتقدان فیلم                 | ۲۰۱۷                        | بهترین کارگردان                                                   | دانکرک                 | برنده    | [ ۲۳۷ ]        |
| انجمن فیلم و تلویزیون آنلاین              | ۲۰۰۱                        | بهترین نویسندگی، فیلمنامه‌ای که مستقیماً برای سینما نوشته شده‌است    | یادگاری                | برنده    | [ ۲۳۸ ]        |
| انجمن فیلم و تلویزیون آنلاین              | ۲۰۰۱                        | بهترین کارگردان                                                   | یادگاری                | نامزدشده | [ ۲۳۸ ]        |
| انجمن فیلم و تلویزیون آنلاین              | ۲۰۰۹                        | بهترین فیلم                                                       | شوالیه تاریکی          | نامزدشده | [ ۲۳۹ ]        |
| انجمن فیلم و تلویزیون آنلاین              | ۲۰۰۹                        | بهترین کارگردان                                                   | شوالیه تاریکی          | نامزدشده | [ ۲۳۹ ]        |
| انجمن فیلم و تلویزیون آنلاین              | ۲۰۱۱                        | بهترین فیلم                                                       | تلقین                  | نامزدشده | [ ۲۴۰ ]        |
| انجمن فیلم و تلویزیون آنلاین              | ۲۰۱۱                        | بهترین کارگردان                                                   | تلقین                  | نامزدشده | [ ۲۴۰ ]        |
| انجمن فیلم و تلویزیون آنلاین              | ۲۰۱۱                        | بهترین نویسندگی، فیلمنامه‌ای که مستقیماً برای سینما نوشته شده‌است    | تلقین                  | برنده    | [ ۲۴۰ ]        |
| انجمن فیلم و تلویزیون آنلاین              | ۲۰۱۷                        | بهترین فیلم                                                       | دانکرک                 | نامزدشده | [ ۲۴۱ ]        |
| انجمن فیلم و تلویزیون آنلاین              | ۲۰۱۷                        | بهترین کارگردان                                                   | دانکرک                 | نامزدشده | [ ۲۴۱ ]        |
| جشنواره بین‌المللی فیلم پام اسپرینگز       | ۲۰۰۳                        | جایزه رؤیایی سانی بونو                                            | —                      | برنده    | [ ۲۴۲ ]        |
| حلقه منتقدان ققنوس                        | ۲۰۱۷                        | بهترین فیلم                                                       | دانکرک                 | نامزدشده | [ ۲۴۳ ]        |
| حلقه منتقدان ققنوس                        | ۲۰۱۷                        | بهترین کارگردان                                                   | دانکرک                 | برنده    | [ ۲۴۳ ]        |
| حلقه منتقدان ققنوس                        | ۲۰۰۱                        | بهترین فیلم                                                       | یادگاری                | نامزدشده | [ ۲۴۴ ]        |
| حلقه منتقدان ققنوس                        | ۲۰۰۱                        | بهترین کارگردان                                                   | یادگاری                | نامزدشده | [ ۲۴۴ ]        |
| حلقه منتقدان ققنوس                        | ۲۰۰۱                        | بهترین فیلم‌نامهٔ غیراقتباسی                                        | یادگاری                | برنده    | [ ۲۴۴ ]        |
| حلقه منتقدان ققنوس                        | ۲۰۰۱                        | بهترین تازه‌وارد                                                   | یادگاری                | برنده    | [ ۲۴۴ ]        |
| حلقه منتقدان ققنوس                        | ۲۰۰۸                        | بهترین فیلم                                                       | شوالیه تاریکی          | نامزدشده | [ ۲۴۴ ]        |
| حلقه منتقدان ققنوس                        | ۲۰۱۰                        | بهترین فیلم                                                       | تلقین                  | نامزدشده | [ ۲۴۴ ]        |
| حلقه منتقدان ققنوس                        | ۲۰۱۰                        | بهترین کارگردان                                                   | تلقین                  | برنده    | [ ۲۴۴ ]        |
| حلقه منتقدان ققنوس                        | ۲۰۱۰                        | بهترین فیلم‌نامهٔ غیراقتباسی                                        | تلقین                  | برنده    | [ ۲۴۴ ]        |
| حلقه منتقدان ققنوس                        | ۲۰۱۷                        | بهترین فیلم                                                       | دانکرک                 | نامزدشده | [ ۲۴۵ ]        |
| حلقه منتقدان ققنوس                        | ۲۰۱۷                        | بهترین کارگردان                                                   | دانکرک                 | برنده    | [ ۲۴۵ ]        |
| جوایز برگزیده مردم                        | ۲۰۰۶                        | فیلم مورد علاقه                                                   | بتمن آغاز می‌کند        | نامزدشده | [ ۲۴۶ ]        |
| جوایز برگزیده مردم                        | ۲۰۰۶                        | فیلم درام مورد علاقه                                              | بتمن آغاز می‌کند        | نامزدشده | [ ۲۴۶ ]        |
| جوایز برگزیده مردم                        | ۲۰۰۹                        | فیلم مورد علاقه                                                   | شوالیه تاریکی          | برنده    | [ ۲۴۷ ]        |
| جوایز برگزیده مردم                        | ۲۰۰۹                        | فیلم اکشن مورد علاقه                                              | شوالیه تاریکی          | برنده    | [ ۲۴۷ ]        |
| جوایز برگزیده مردم                        | ۲۰۱۱                        | فیلم مورد علاقه                                                   | تلقین                  | نامزدشده | [ ۲۴۸ ]        |
| جوایز برگزیده مردم                        | ۲۰۱۱                        | فیلم درام مورد علاقه                                              | تلقین                  | نامزدشده | [ ۲۴۸ ]        |
| جوایز برگزیده مردم                        | ۲۰۱۳                        | فیلم مورد علاقه                                                   | شوالیه تاریکی برمی‌خیزد | نامزدشده | [ ۲۴۹ ]        |
| جوایز برگزیده مردم                        | ۲۰۱۳                        | فیلم اکشن مورد علاقه                                              | شوالیه تاریکی برمی‌خیزد | نامزدشده | [ ۲۴۹ ]        |
| جوایز برگزیده مردم                        | ۲۰۲۱                        | فیلم اکشن مورد علاقه                                              | تنت                    | نامزدشده |                |
| جایزه انجمن تهیه‌کنندگان آمریکا            | ۲۰۰۸                        | بهترین فیلم                                                       | شوالیه تاریکی          | نامزدشده | [ ۲۵۰ ]        |
| جایزه انجمن تهیه‌کنندگان آمریکا            | ۲۰۱۰                        | بهترین فیلم                                                       | تلقین                  | نامزدشده | [ ۲۵۱ ]        |
| جایزه انجمن تهیه‌کنندگان آمریکا            | ۲۰۱۷                        | بهترین فیلم                                                       | دانکرک                 | نامزدشده | [ ۲۵۲ ]        |
| جشنواره بین‌المللی فیلم روتردام            | ۱۹۹۹                        | بهترین فیلم                                                       | تعقیب                  | برنده    | [ ۲۵۳ ]        |
| جایزه رمبراند                             | ۲۰۰۹                        | بهترین فیلم بین‌المللی (Beste Buitenlandse Film)                   | شوالیه تاریکی          | نامزدشده | [ ۲۵۴ ]        |
| جایزه رمبراند                             | ۲۰۱۰                        | بهترین فیلم بین‌المللی (Beste Buitenlandse Film)                   | تلقین                  | برنده    | [ ۲۵۵ ]        |
| جایزه روبرت                               | ۲۰۰۳                        | بهترین فیلم آمریکایی (Årets amerikanske film)                     | بی‌خوابی                | نامزدشده | [ ۷۹ ]         |
| جایزه روبرت                               | ۲۰۰۹                        | بهترین فیلم آمریکایی (Årets amerikanske film)                     | شوالیه تاریکی          | نامزدشده | [ ۷۹ ]         |
| جایزه روبرت                               | ۲۰۱۱                        | بهترین فیلم آمریکایی (Årets amerikanske film)                     | تلقین                  | برنده    | [ ۷۹ ]         |
| جایزه روبرت                               | ۲۰۱۳                        | بهترین فیلم آمریکایی (Årets amerikanske film)                     | شوالیه تاریکی برمی‌خیزد | نامزدشده | [ ۷۹ ]         |
| جایزه روبرت                               | ۲۰۱۵                        | بهترین فیلم آمریکایی (Årets amerikanske film)                     | میان‌ستاره‌ای            | نامزدشده | [ ۷۹ ]         |
| جایزه روبرت                               | ۲۰۱۸                        | بهترین فیلم غیر آمریکایی (Årets ikke-amerikanske film)            | دانکرک                 | نامزدشده | [ ۲۵۶ ]        |
| جایزه ترسناک کلاسیک Rondo Hatton          | ۲۰۰۵                        | بهترین فیلم                                                       | بتمن آغاز می‌کند        | نامزدشده | [ ۲۵۷ ]        |
| جایزه ترسناک کلاسیک Rondo Hatton          | ۲۰۰۶                        | بهترین فیلم                                                       | پرستیژ                 | نامزدشده | [ ۲۵۸ ]        |
| جایزه ترسناک کلاسیک Rondo Hatton          | ۲۰۰۸                        | بهترین فیلم                                                       | شوالیه تاریکی          | برنده    | [ ۲۵۹ ]        |
| جایزه ترسناک کلاسیک Rondo Hatton          | ۲۰۱۰                        | بهترین فیلم                                                       | تلقین                  | نامزدشده | [ ۲۶۰ ]        |
| جایزه ترسناک کلاسیک Rondo Hatton          | ۲۰۱۲                        | بهترین فیلم                                                       | شوالیه تاریکی برمی‌خیزد | نامزدشده | [ ۲۶۱ ]        |
| جایزه ترسناک کلاسیک Rondo Hatton          | ۲۰۱۴                        | بهترین فیلم                                                       | میان‌ستاره‌ای            | نامزدشده | [ ۲۶۲ ]        |
| جوایز فیلم ملی روسیه                      | ۲۰۰۸                        | بهترین فیلم بلاکباستر                                             | پرستیژ                 | نامزدشده | [ ۲۶۳ ]        |
| جوایز فیلم ملی روسیه                      | ۲۰۰۹                        | بهترین فیلم بلاکباستر                                             | شوالیه تاریکی          | برنده    | [ ۲۶۳ ]        |
| جوایز فیلم ملی روسیه                      | ۲۰۱۱                        | بهترین فیلم اکشن خارجی                                            | تلقین                  | برنده    | [ ۲۶۳ ]        |
| جوایز فیلم ملی روسیه                      | ۲۰۱۱                        | بهترین فیلم خارجی درام                                            | تلقین                  | نامزدشده | [ ۲۶۳ ]        |
| جوایز فیلم ملی روسیه                      | ۲۰۱۱                        | فیلم واقعی - انتخاب مردم                                          | تلقین                  | برنده    | [ ۲۶۳ ]        |
| جوایز فیلم ملی روسیه                      | ۲۰۱۳                        | بهترین اکشن خارجی سال                                             | شوالیه تاریکی برمی‌خیزد | نامزدشده | [ ۲۶۳ ]        |
| جوایز فیلم ملی روسیه                      | ۲۰۱۳                        | بهترین درام خارجی سال                                             | شوالیه تاریکی برمی‌خیزد | نامزدشده | [ ۲۶۳ ]        |
| جوایز فیلم ملی روسیه                      | ۲۰۱۵                        | بهترین درام خارجی سال                                             | میان‌ستاره‌ای            | برنده    | [ ۲۶۳ ]        |
| جوایز SFX                                 | ۲۰۰۵                        | بهترین کارگردان                                                   | بتمن آغاز می‌کند        | نامزدشده | [ ۲۶۴ ]        |
| جوایز SFX                                 | ۲۰۰۶                        | بهترین کارگردان                                                   | پرستیژ                 | برنده    | [ ۲۶۴ ]        |
| جوایز SFX                                 | ۲۰۰۸                        | بهترین کارگردان                                                   | شوالیه تاریکی          | برنده    | [ ۲۶۵ ]        |
| جوایز SFX                                 | ۲۰۰۸                        | بهترین فیلم                                                       | شوالیه تاریکی          | برنده    | [ ۲۶۵ ]        |
| جوایز SFX                                 | ۲۰۱۰                        | بهترین فیلم                                                       | تلقین                  | برنده    | [ ۲۶۶ ]        |
| جوایز SFX                                 | ۲۰۱۰                        | بهترین کارگردان                                                   | تلقین                  | نامزدشده | [ ۲۶۶ ]        |
| جوایز SFX                                 | ۲۰۱۲                        | بهترین کارگردان                                                   | شوالیه تاریکی برمی‌خیزد | نامزدشده | [ ۲۶۴ ]        |
| جشنواره فیلم سیتخس                        | ۲۰۰۰                        | جایزه انجمن منتقد و نویسنده فیلمنامه‌نویس کاتالان                  | یادگاری                | برنده    | [ ۹۰ ]         |
| جشنواره بین‌المللی فیلم اسلم دنس           | ۱۹۹۹                        | جایزه بزرگ هیئت داوران                                            | تعقیب                  | نامزدشده | [ ۹۰ ]         |
| جشنواره بین‌المللی فیلم اسلم دنس           | ۱۹۹۹                        | جایزه سیاه و سفید                                                 | تعقیب                  | برنده    | [ ۹۰ ]         |
| جشنواره بین‌المللی فیلم اسلم دنس           | ۲۰۱۴                        | جایزه مؤسس                                                        | —                      | برنده    | [ ۲۶۷ ]        |
| جشنواره فیلم ساندنس                       | ۲۰۰۱                        | جایزه بزرگ هیئت داوران – دراماتیک                                 | یادگاری                | نامزدشده | [ ۲۶۸ ]        |
| جشنواره فیلم ساندنس                       | ۲۰۰۱                        | جایزه فیلمنامه‌نویسی Waldo Salt                                    | یادگاری                | برنده    | [ ۲۶۸ ]        |
| گروه سرگرمی‌های دیجیتال                    | ۲۰۱۸                        | جایزه پیشتاز                                                      | —                      | برنده    | [ ۲۶۹ ]        |
| انجمن منتقدان فیلم تورنتو                 | ۲۰۰۱                        | بهترین فیلم                                                       | یادگاری                | برنده    | [ ۲۷۰ ]        |
| انجمن منتقدان فیلم تورنتو                 | ۲۰۰۱                        | بهترین فیلم‌نامه                                                   | یادگاری                | برنده    | [ ۲۷۰ ]        |
| انجمن منتقدان فیلم تورنتو                 | ۲۰۱۰                        | بهترین کارگردان                                                   | تلقین                  | نامزدشده | [ ۲۷۱ ]        |
| جوایز انجمن منتقدان فیلم یوتا             | ۲۰۰۸                        | بهترین فیلم                                                       | شوالیه تاریکی          | برنده    | [ ۲۷۲ ]        |
| جوایز انجمن منتقدان فیلم یوتا             | ۲۰۰۸                        | بهترین کارگردان                                                   | شوالیه تاریکی          | نامزدشده | [ ۲۷۲ ]        |
| جوایز انجمن منتقدان فیلم یوتا             | ۲۰۱۰                        | بهترین فیلم                                                       | تلقین                  | نامزدشده | [ ۲۷۲ ]        |
| جوایز انجمن منتقدان فیلم یوتا             | ۲۰۱۰                        | بهترین کارگردان                                                   | تلقین                  | برنده    | [ ۲۷۲ ]        |
| جوایز انجمن منتقدان فیلم یوتا             | ۲۰۱۰                        | بهترین فیلم‌نامه                                                   | تلقین                  | نامزدشده | [ ۲۷۲ ]        |
| جوایز انجمن منتقدان فیلم یوتا             | ۲۰۱۷                        | بهترین فیلم                                                       | دانکرک                 | نامزدشده | [ ۲۷۳ ]        |
| جوایز انجمن منتقدان فیلم یوتا             | ۲۰۱۷                        | بهترین کارگردان                                                   | دانکرک                 | برنده    | [ ۲۷۳ ]        |
| حلقه منتقدان فیلم ونکوور                  | ۲۰۰۱                        | بهترین فیلم                                                       | یادگاری                | برنده    | [ ۲۷۴ ]        |
| حلقه منتقدان فیلم ونکوور                  | ۲۰۱۱                        | بهترین فیلم‌نامه                                                   | تلقین                  | نامزدشده | [ ۲۷۴ ]        |
| حلقه منتقدان فیلم ونکوور                  | ۲۰۱۷                        | بهترین فیلم                                                       | دانکرک                 | نامزدشده | [ ۲۷۵ ]        |
| حلقه منتقدان فیلم ونکوور                  | ۲۰۱۷                        | بهترین کارگردان                                                   | دانکرک                 | نامزدشده | [ ۲۷۵ ]        |
| انجمن جلوه‌های بصری                        | ۲۰۱۱                        | جایزه بصری                                                        | —                      | برنده    | [ ۲۷۶ ]        |
| انجمن منتقدان فیلم منطقه واشینگتن، دی.سی. | ۲۰۱۰                        | بهترین فیلم                                                       | تلقین                  | نامزدشده | [ ۲۷۷ ]        |
| انجمن منتقدان فیلم منطقه واشینگتن، دی.سی. | ۲۰۱۰                        | بهترین کارگردان                                                   | تلقین                  | نامزدشده | [ ۲۷۷ ]        |
| انجمن منتقدان فیلم منطقه واشینگتن، دی.سی. | ۲۰۱۰                        | بهترین فیلم‌نامهٔ غیراقتباسی                                        | تلقین                  | برنده    | [ ۲۷۷ ]        |
| انجمن منتقدان فیلم منطقه واشینگتن، دی.سی. | ۲۰۱۷                        | بهترین فیلم                                                       | دانکرک                 | نامزدشده | [ ۲۷۸ ]        |
| انجمن منتقدان فیلم منطقه واشینگتن، دی.سی. | ۲۰۱۷                        | بهترین کارگردان                                                   | دانکرک                 | برنده    | [ ۲۷۸ ]        |
| جایزه انجمن نویسندگان آمریکا              | ۲۰۰۸                        | بهترین فیلم‌نامهٔ اقتباسی                                           | شوالیه تاریکی          | نامزدشده | [ ۲۷۹ ]        |
| جایزه انجمن نویسندگان آمریکا              | ۲۰۱۰                        | بهترین فیلم‌نامهٔ غیراقتباسی                                        | تلقین                  | برنده    | [ ۲۸۰ ]        |